# Basílica de Nossa Senhora das Crianças
A basílica [de] Nossa Senhora das Crianças (em francês:  basilique Notre-Dame des Enfants) é uma importante igreja francesa do século XIX localizada em Châteauneuf-sur-Cher, perto de Bourges. Foi construída por iniciativa do Abade Jacques-Marie Ducros por meio de uma assinatura dirigida às crianças da França, entre 1869 e 1879. A basílica neogótica foi classificada como monumento histórico desde 10 de março de 1983 e em 24 de abril de 1898 foi elevada à categoria de basílica menor.

## História
Em 1861, nomeado sacerdote de Châteauneuf-sur-Cher, o abade Jacques-Marie Ducros descobriu uma igreja em muito mau estado. Para reconstruí-la, ele decidiu apelar à generosidade das crianças em toda a França, pedindo a cada criança "duas moedas" em troca das que prometeu rezar à Virgem Maria. Ele recebeu muitas "duas moedas" e também muitas cartas, incluindo uma de uma menina de dez anos que vivia em Semur-en-Brionnais:
Daí nasceu a ideia do nome, e em 1866 foi criada a Irmandade de Nossa Senhora das Crianças. Foi erigido como uma arqui-irmandade por um breve apostólico do Papa Pio IX em 21 de janeiro de 1870 .
Em 29 de agosto de 1869, Monsenhor de La Tour d'Auvergne, Arcebispo de Bourges, abençoou a primeira pedra da igreja. As plantas foram elaboradas por Edouard Marganne, arquiteto de Vendôme, e as plantas de elevação, por M. Auclair, arquiteto de Bourges. As obras foram dirigidas pelo Irmão Hariolf (Pierre Fayolle), (1825-1910), diretor da Escola dos Irmãos de Châteauneuf-sur-Cher, da Congregação dos Irmãos das Escolas Cristãs, apaixonado pela arquitetura e pela construção. As obras estruturais foram concluídas em 1879 e a decoração de interiores em 1886.
Em 1896, o Papa Leão XIII ergueu o santuário como uma basílica menor. Foi consagrado em 24 de abril de 1898.
O Papa Pio XII honrou o santuário de Nossa Senhora das Crianças com o privilégio da coroação em 26 de agosto de 1923.

## Descrição
A basílica de Notre-Dame-des-Enfants ergue-se na Rue du Château em Châteauneuf-sur-Cher; é no estilo neogótico.
Tem oitenta metros de comprimento e vinte e um metros de altura sob as teclas; sua grande nave é delimitada por duas fileiras de colunas delgadas e tem onze vãos. No final da nave encontra-se a capela de Nossa Senhora das Crianças.

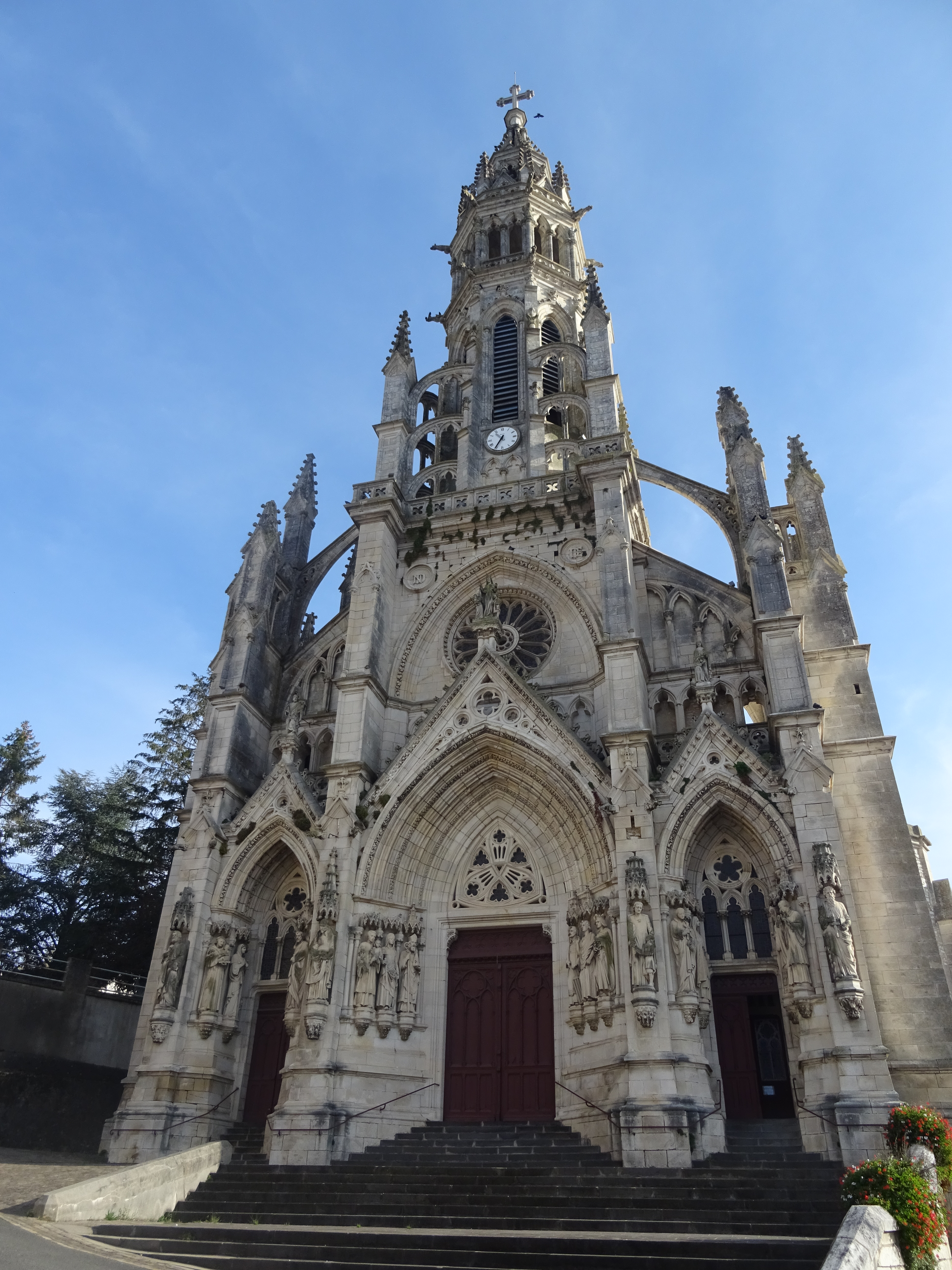
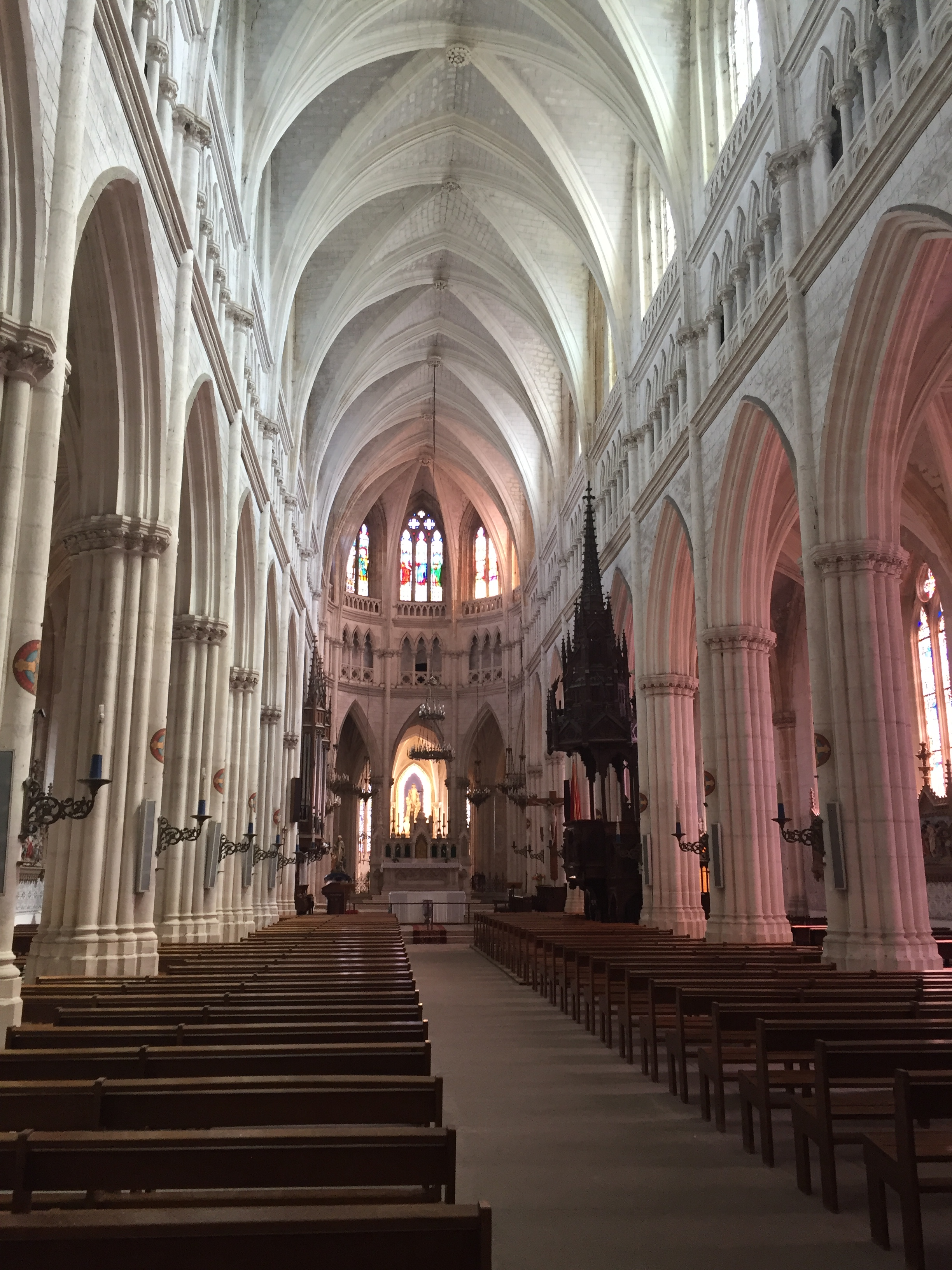
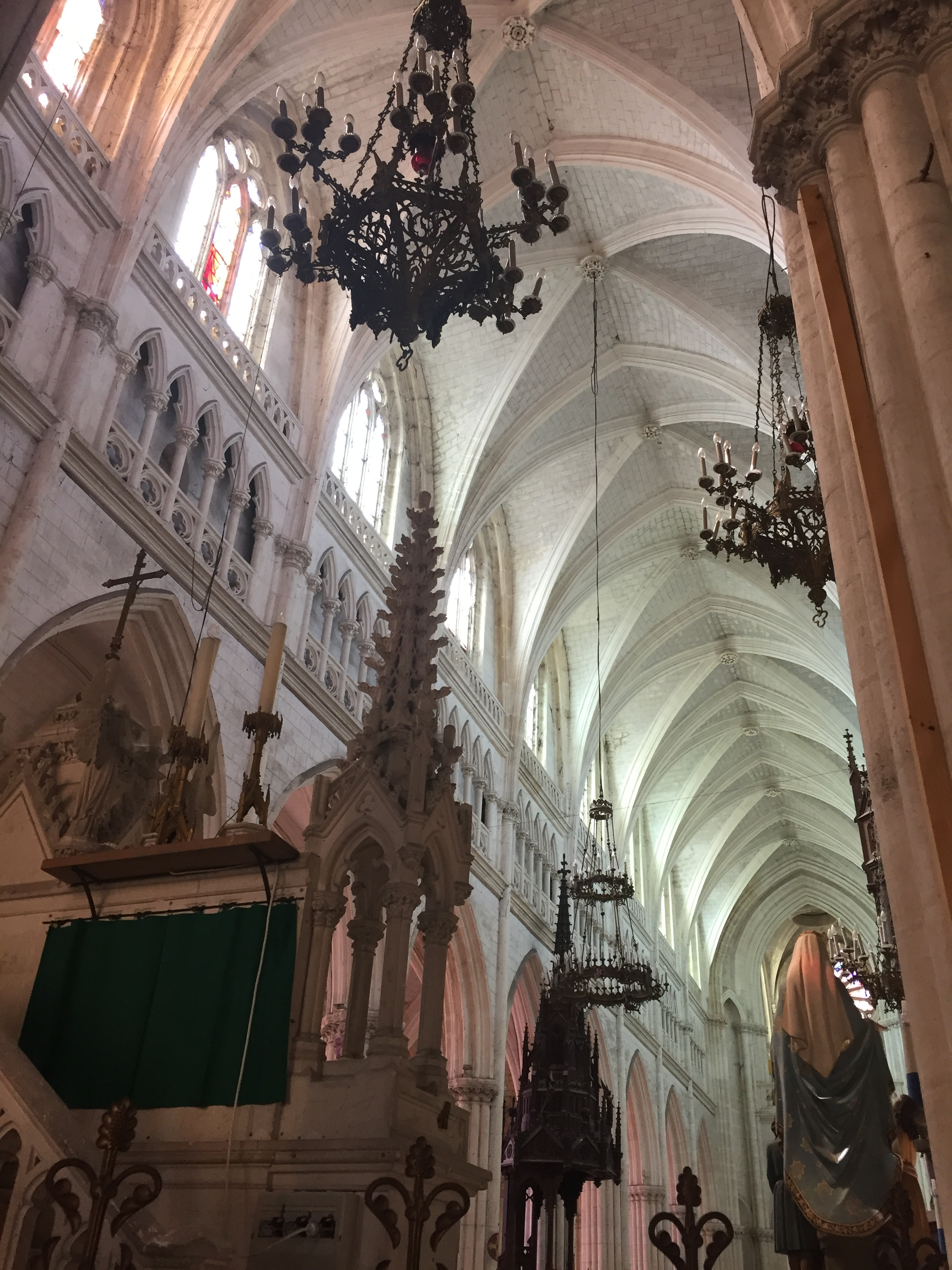
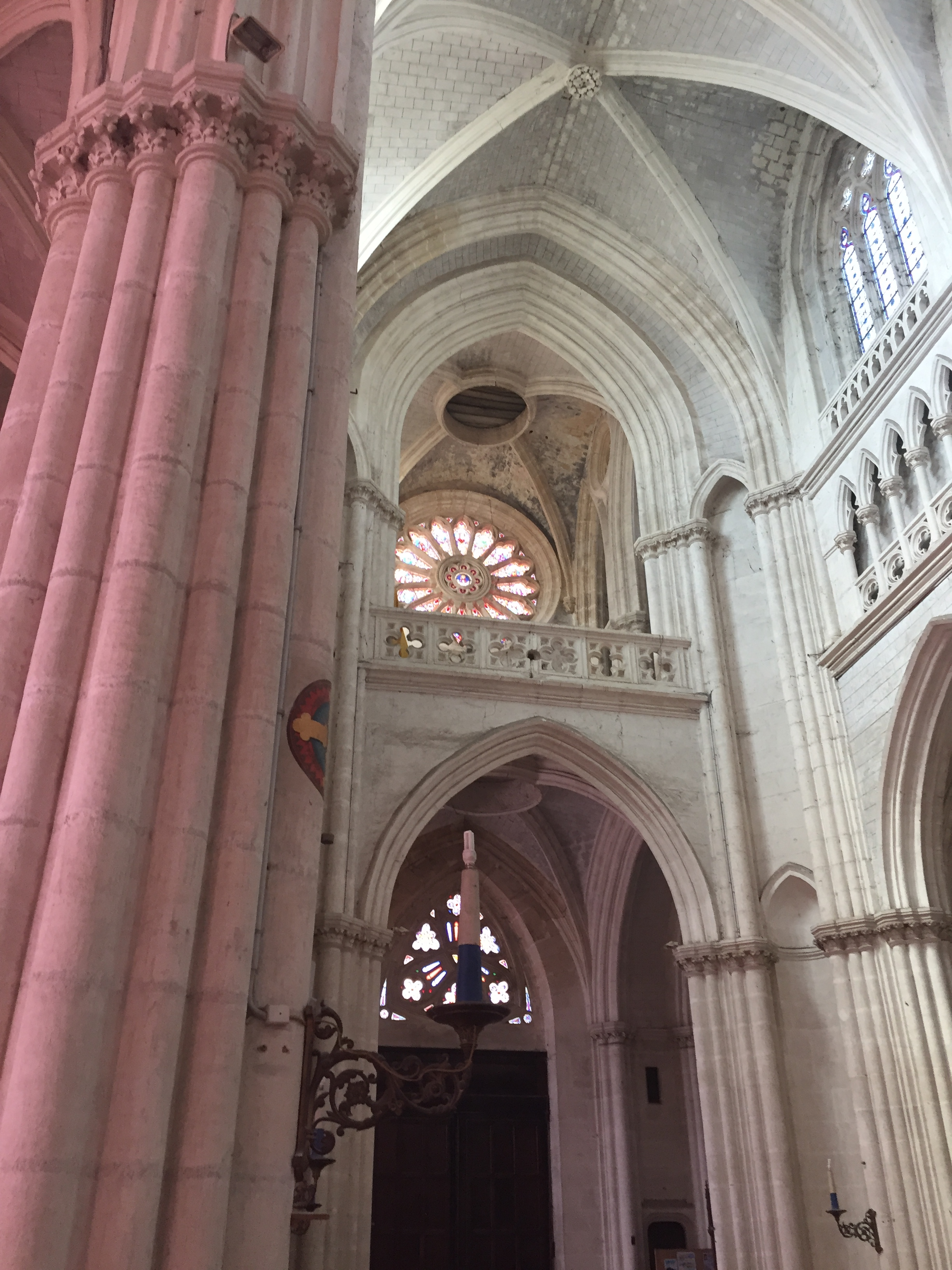
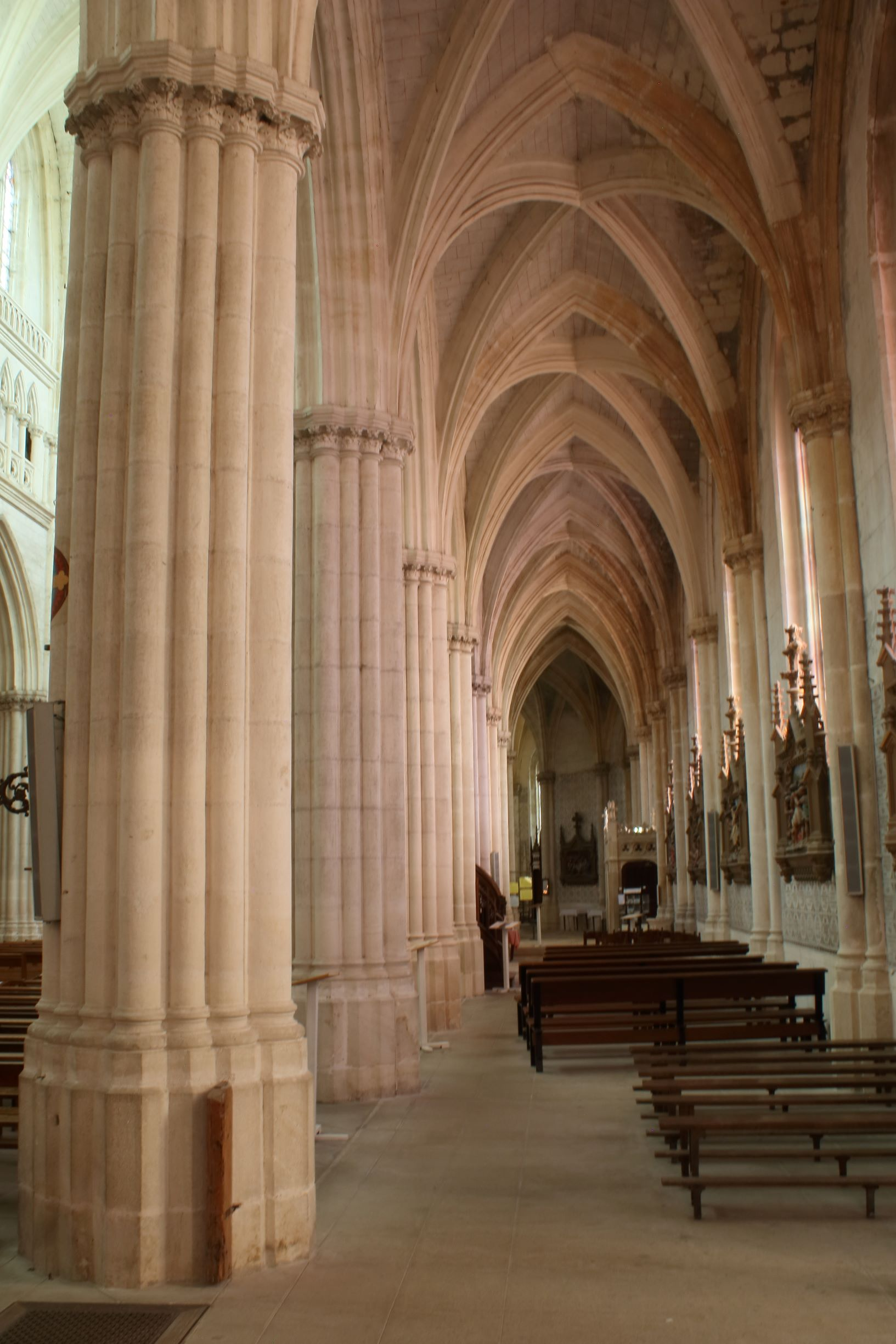
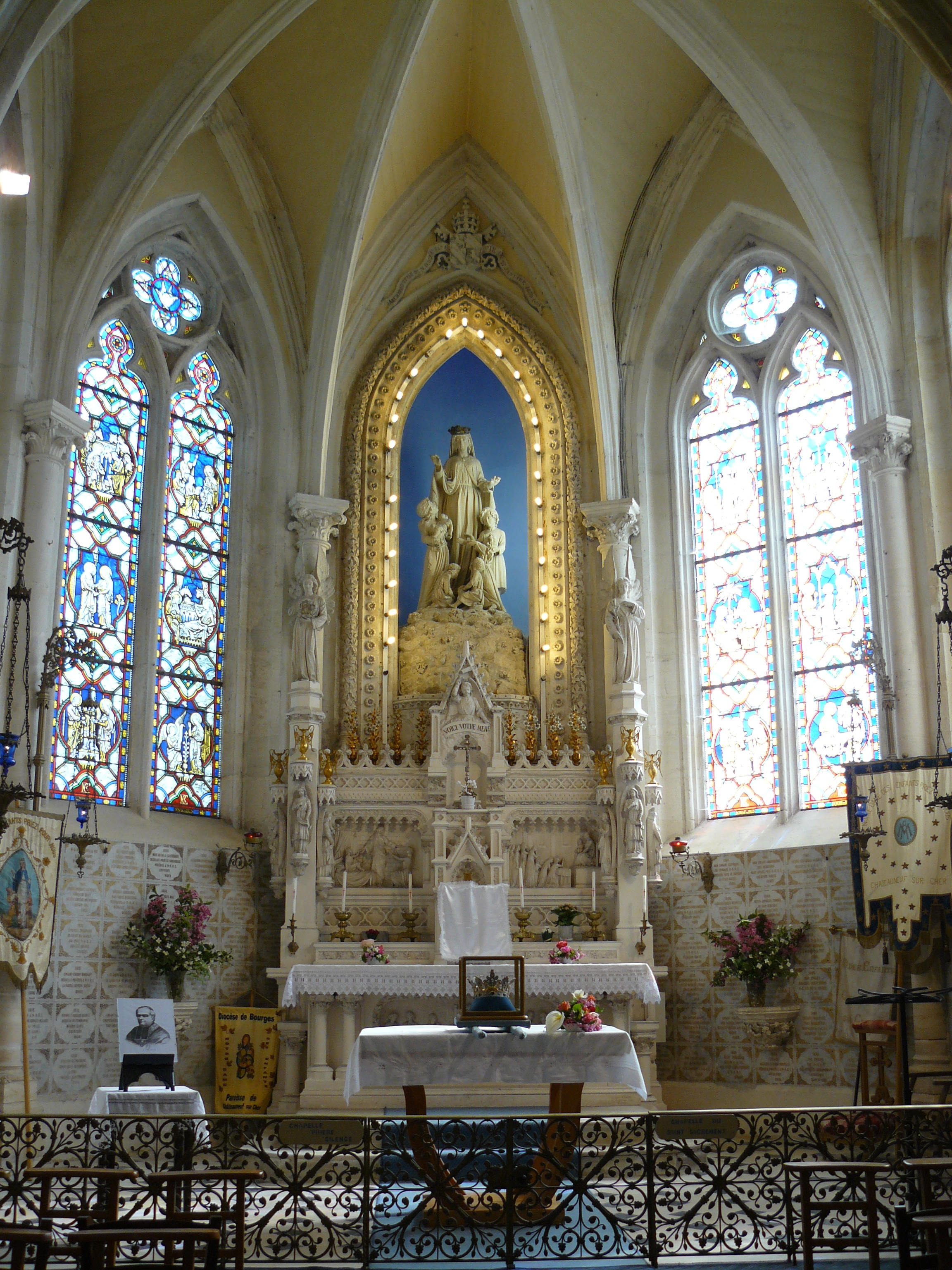

### Esculturas de portal
O arquiteto Auclair encomendou ao escultor Caussé, de Bourges, a realização de vinte e uma estátuas ou grupos escultóricos, incluindo três dominantes, quatro maiores nos contrafortes do portal central e quatorze nas brechas dos portais laterais. A estatuária da basílica de Nossa Senhora das Crianças foi escolhida em relação à infância: Vicente de Paulo, João Batista de La Salle, António de Pádua, Solange de Bourges, padroeira de Berry, Santiago Maior, Luís de Gonzaga, Germana Cousin, Osmond de Sées, Lourenço de Roma, Sinforiano, Lupis IX da França, João Berchmans, Teresa de Jesus, Estanislau Kostka e Brás de Sebaste.

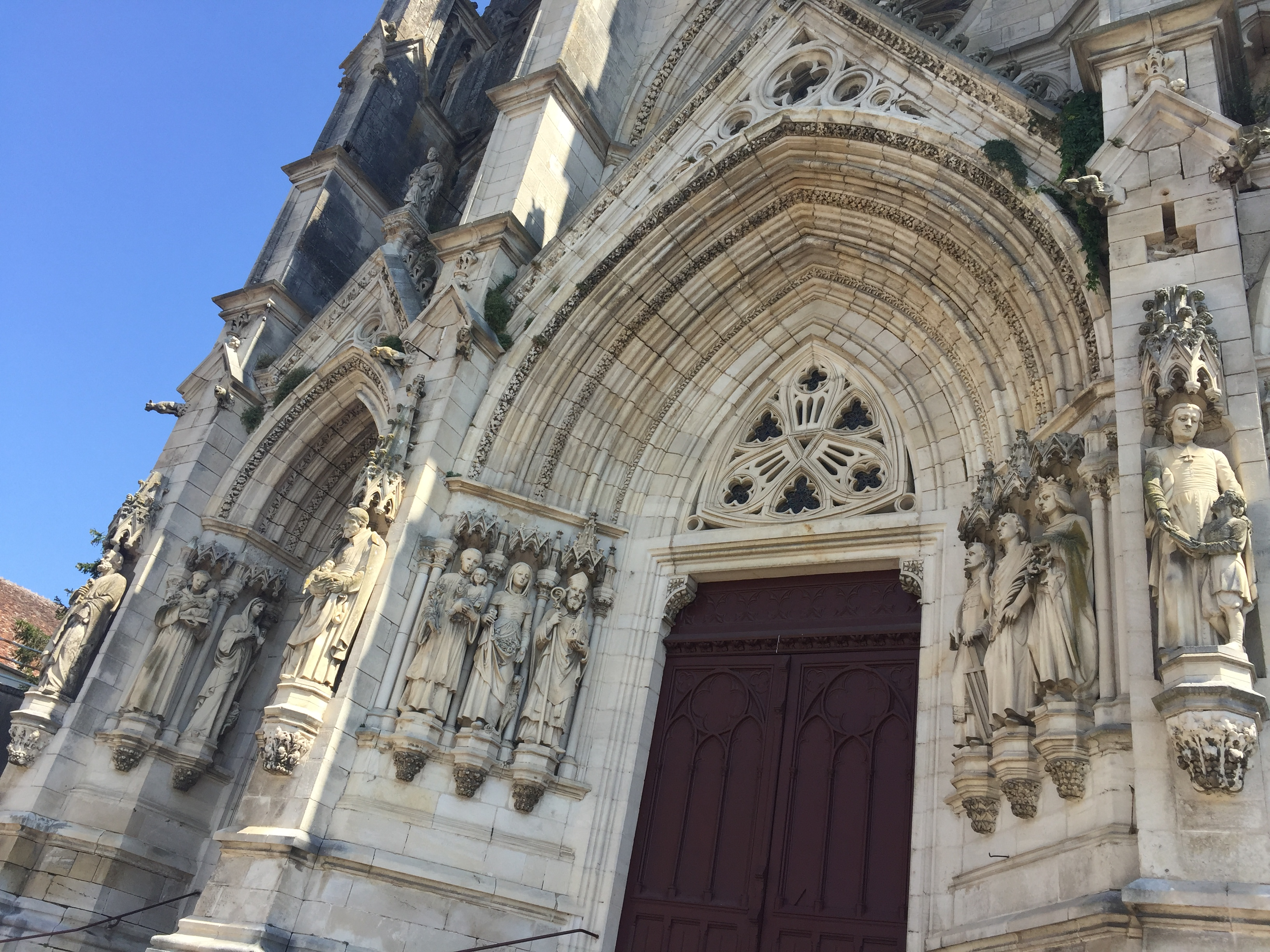
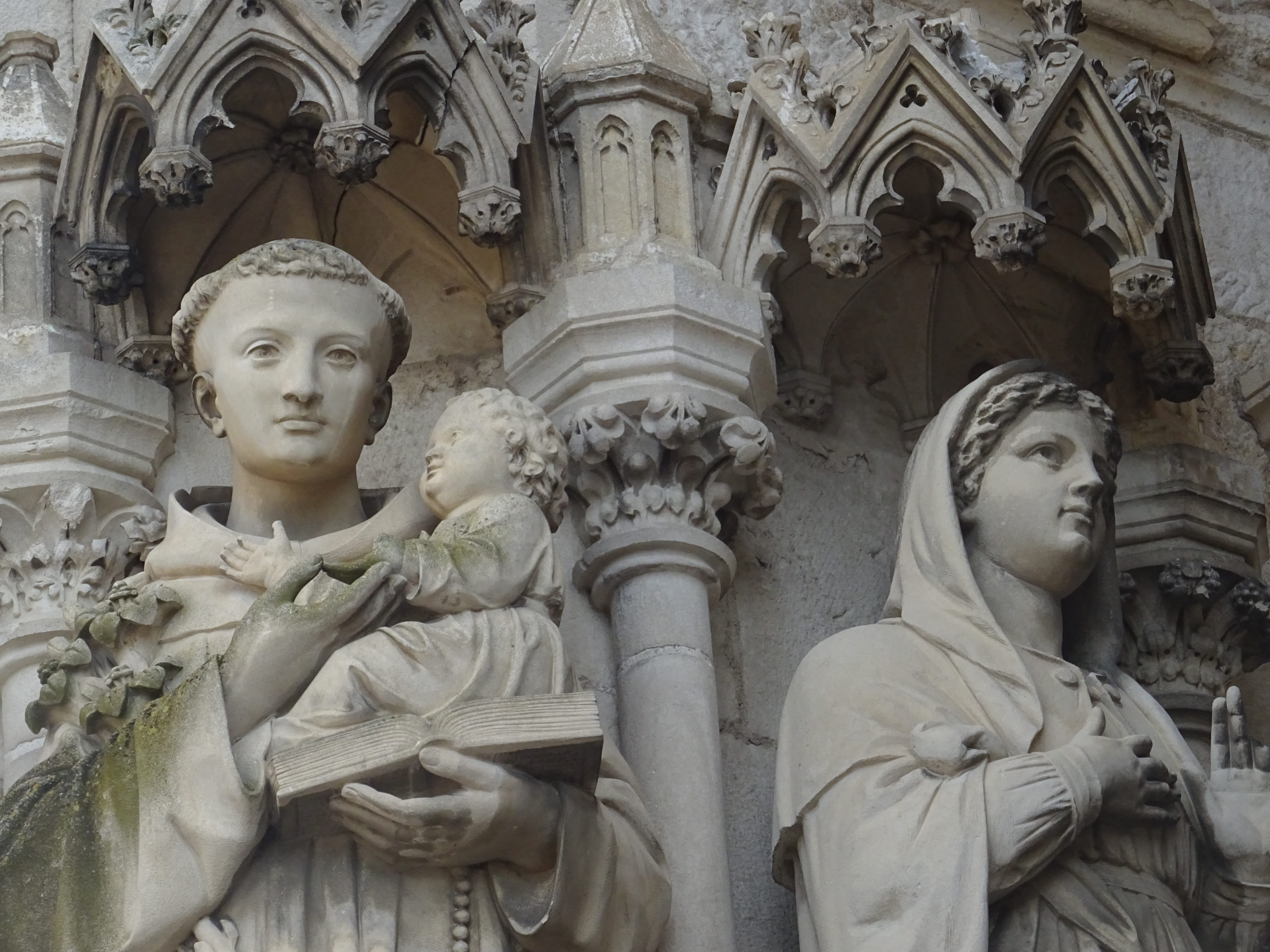
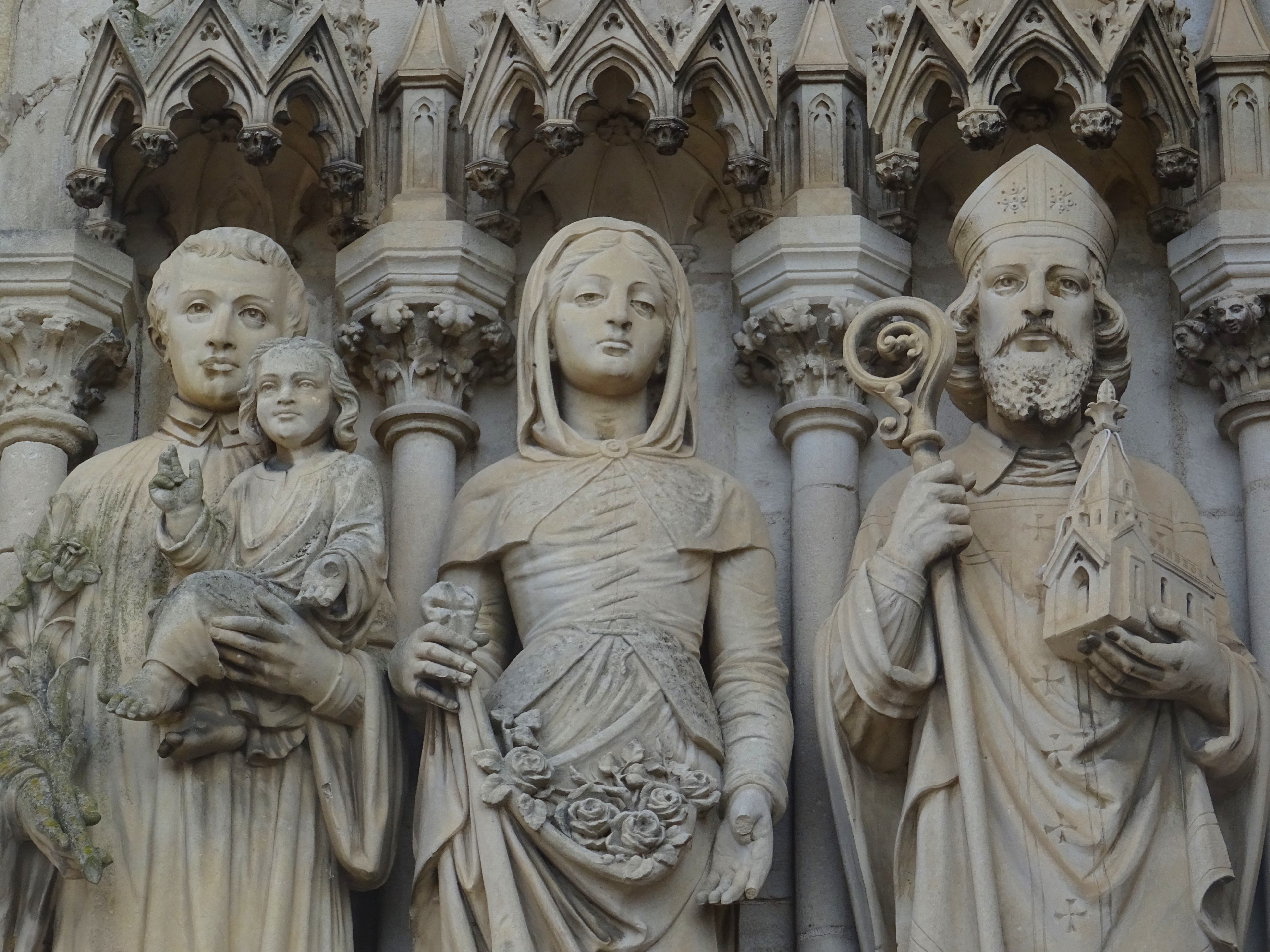
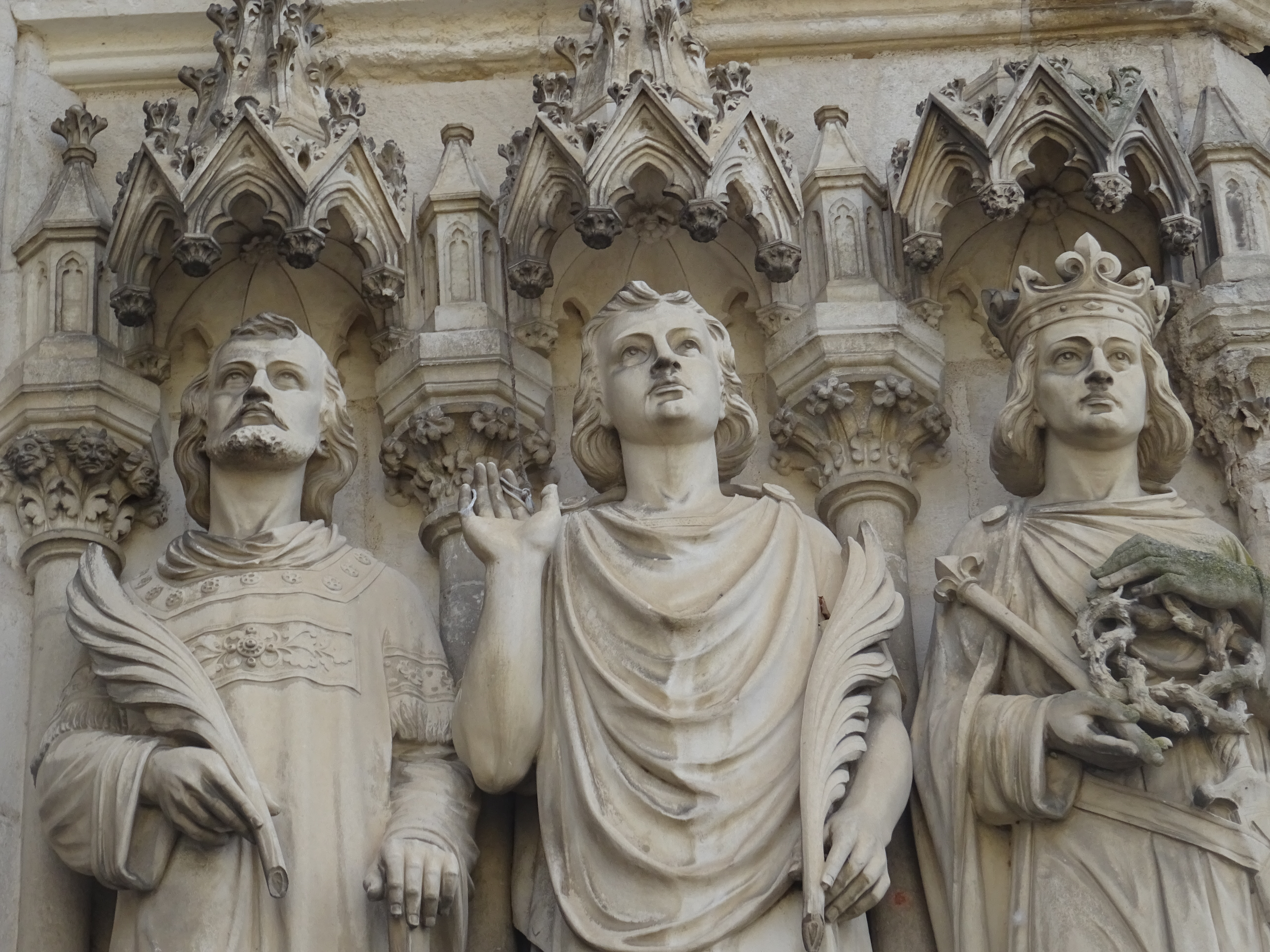

### Coro
O altar-mor em pedra esculpida provém das Oficinas de Saint-Savin (Viena). A frente é ocupada por um baixo relevo representando a refeição da instituição da Eucaristia. O tabernáculo é um gabinete dourado em cuja porta o bom pastor é representado com a ovelha perdida sobre os ombros. À sua direita e à sua esquerda estão as estátuas dos quatro evangelistas. Nos dois pilares situados em ambos os lados da entrada do coro, encontram-se: à esquerda, um mastro com um sino em sua extremidade e, à direita, um umbráculo pontifício.

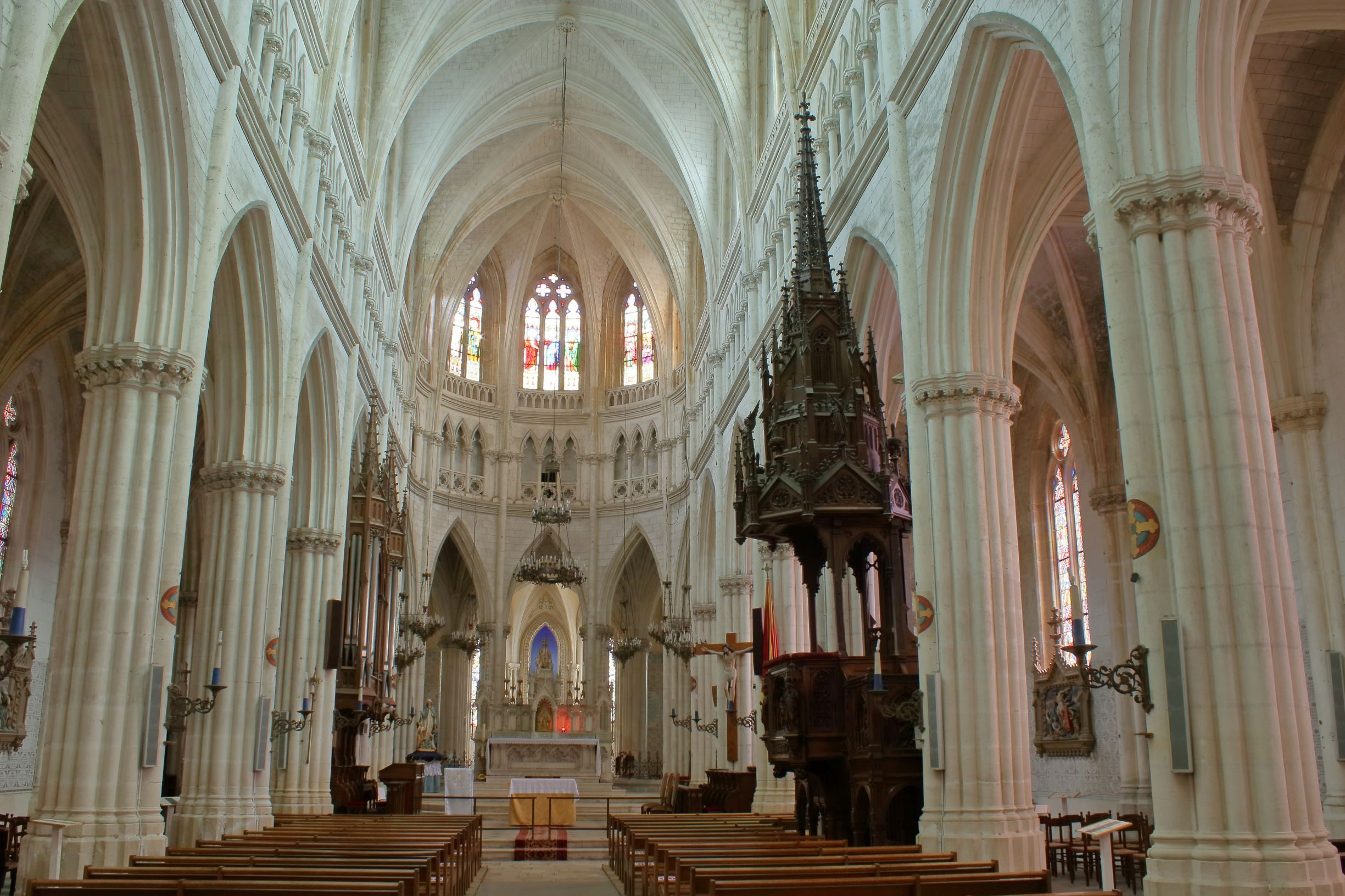
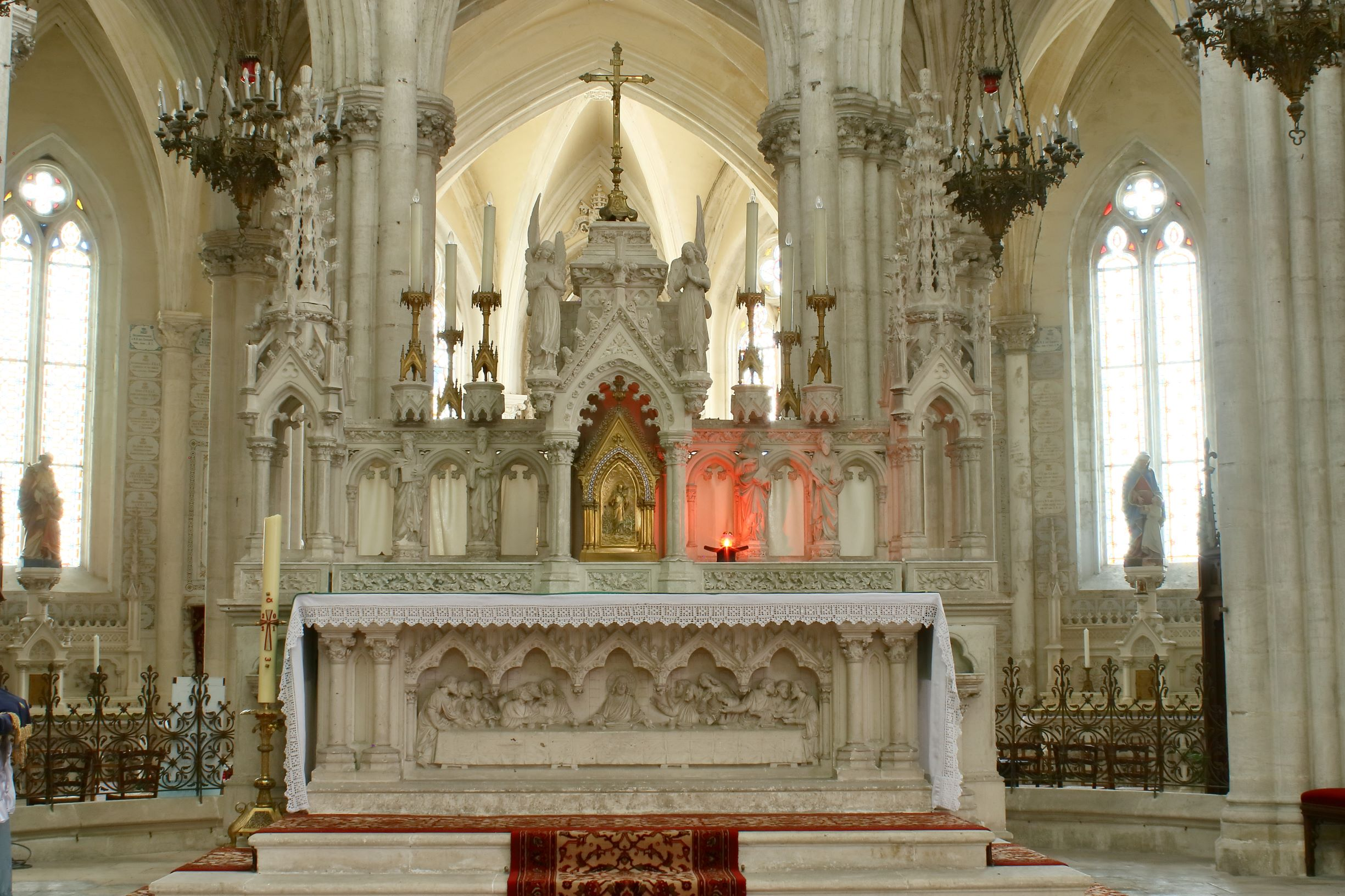
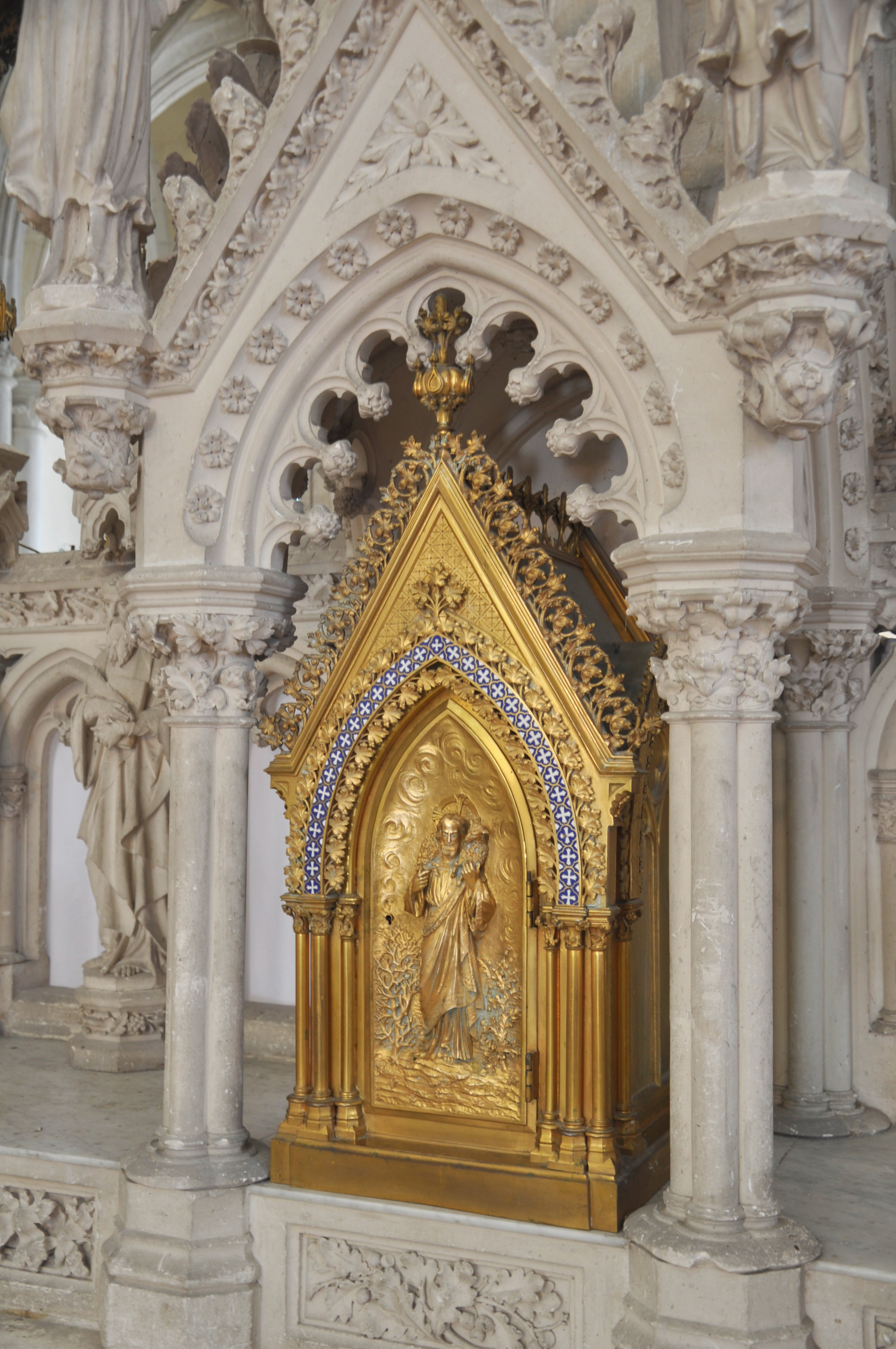

### Capela de Nossa Senhora das Crianças
A capela de Nossa Senhora das Crianças está localizada na cabeceira da basílica. No baixo relevo do altar, a Virgem Maria está sentada em um trono. As crianças se aproximam. Ela ouve seus apelos. Este tema também pode ser visto acima do altar. De ambos os lados da Virgem, crianças se aproximam dela e se ajoelham a seus pés.

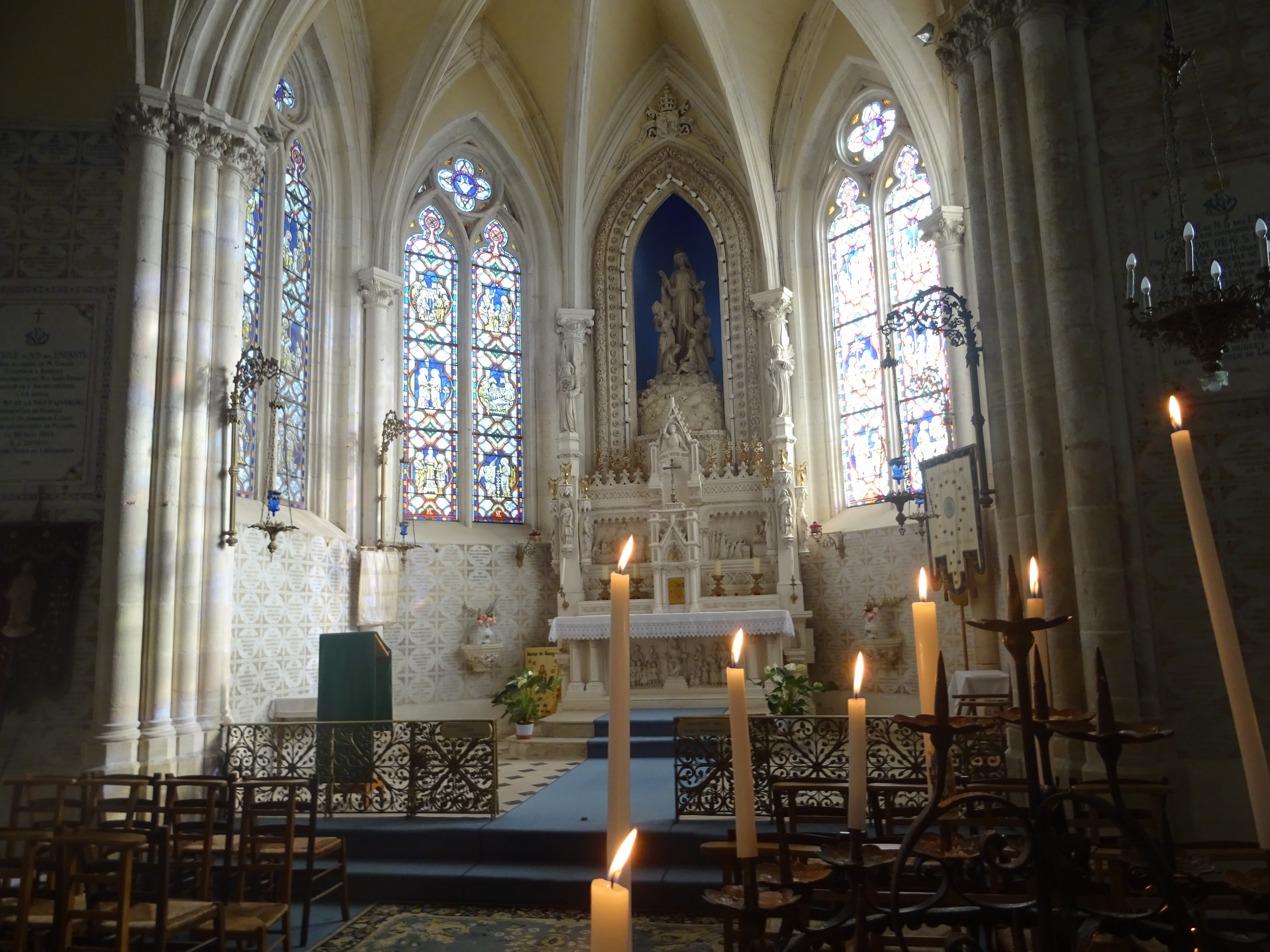
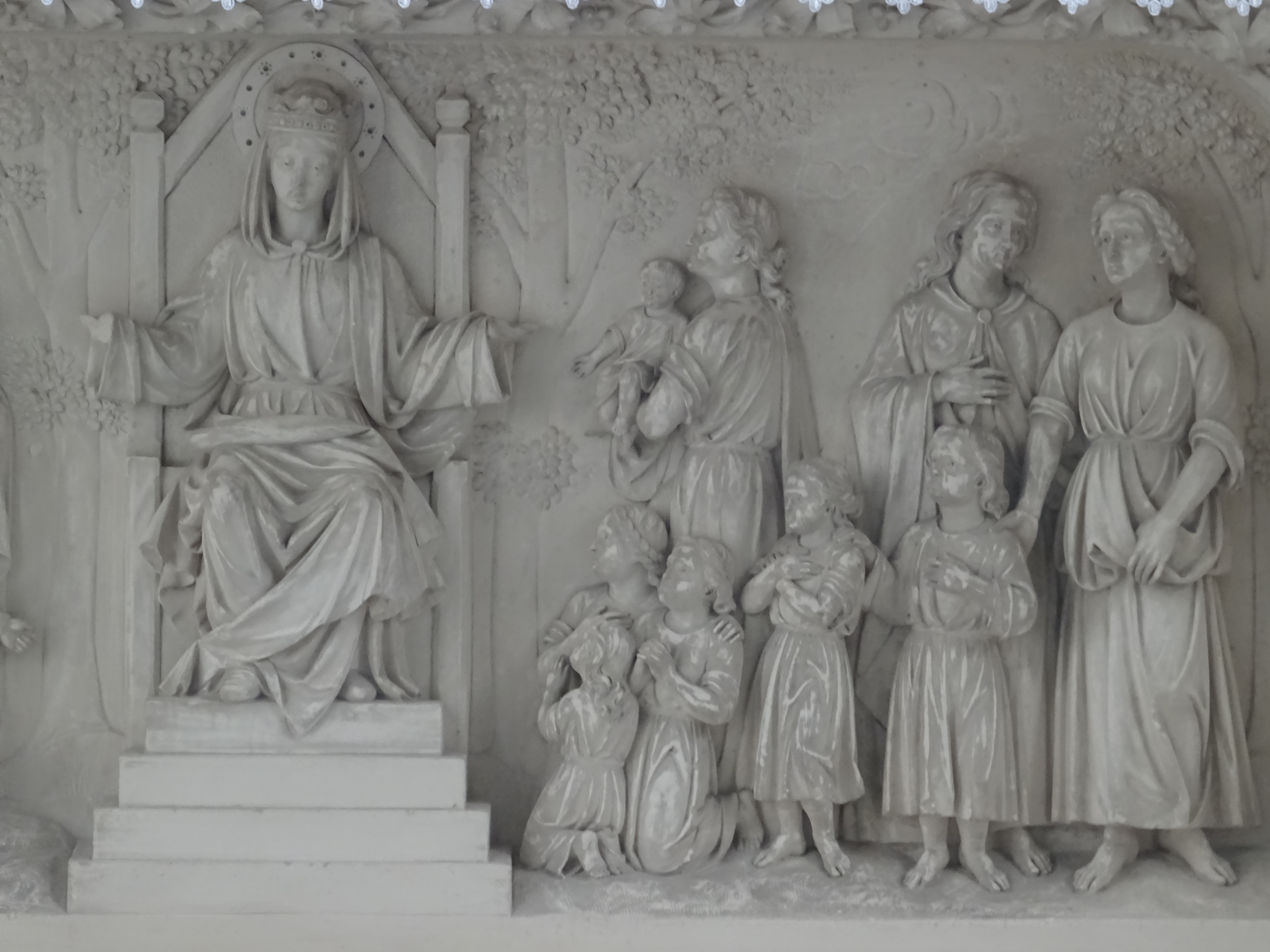
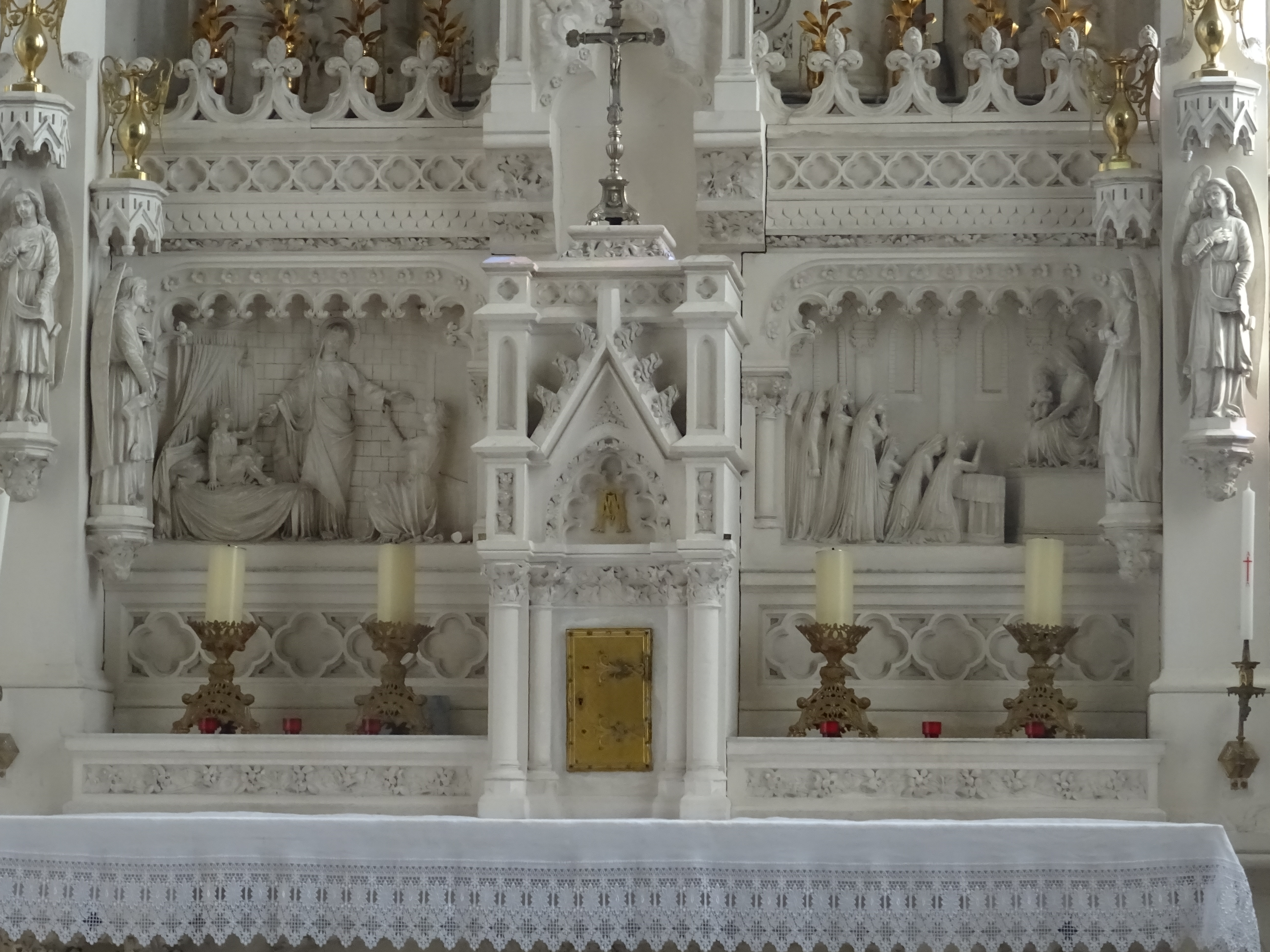

### Capela do Sagrado Coração
Na capela dedicada ao Sagrado Coração de Jesus existe uma estátua de Santa Solange padroeira da Baga e uma estátua de São Didier.

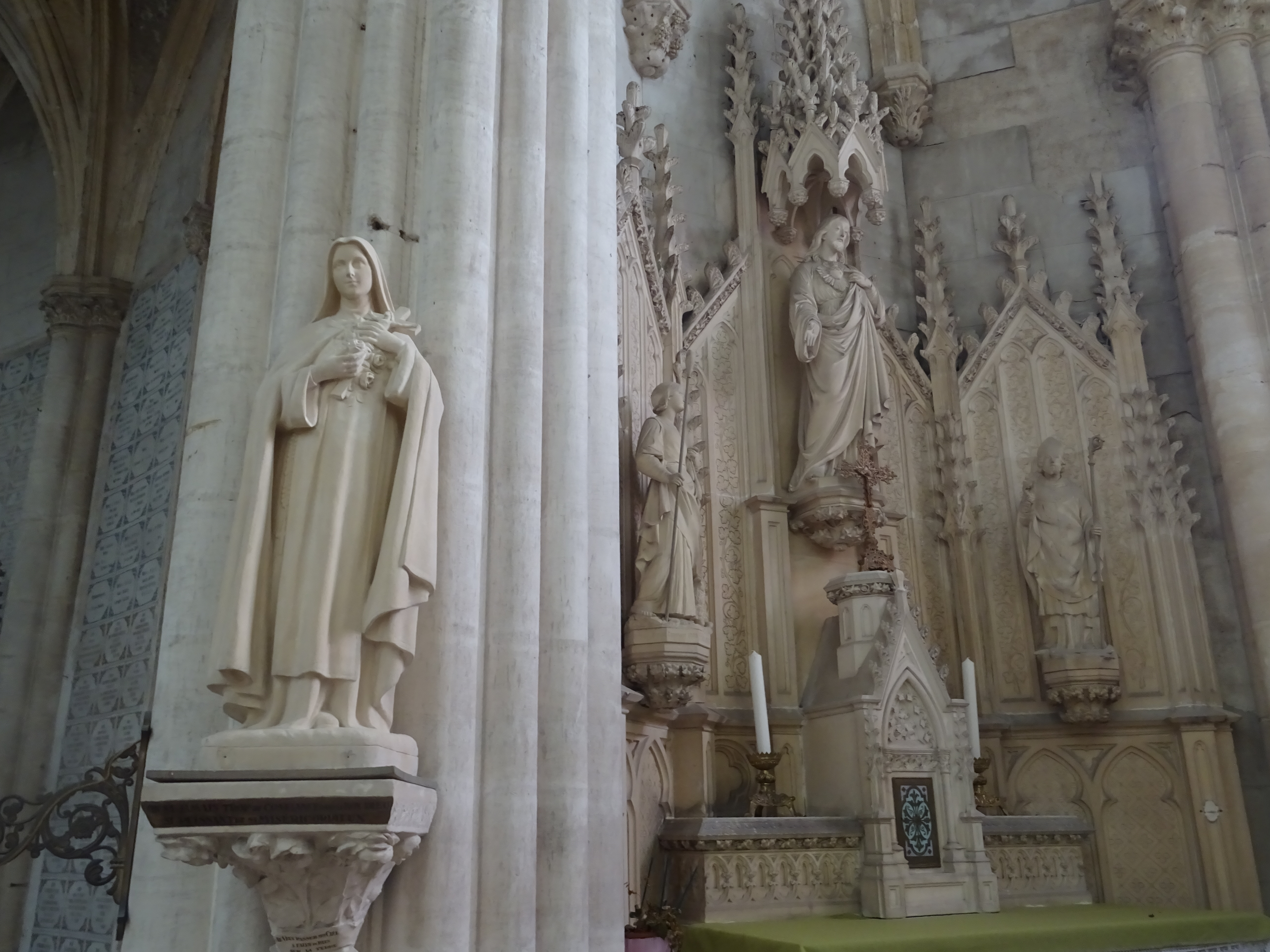
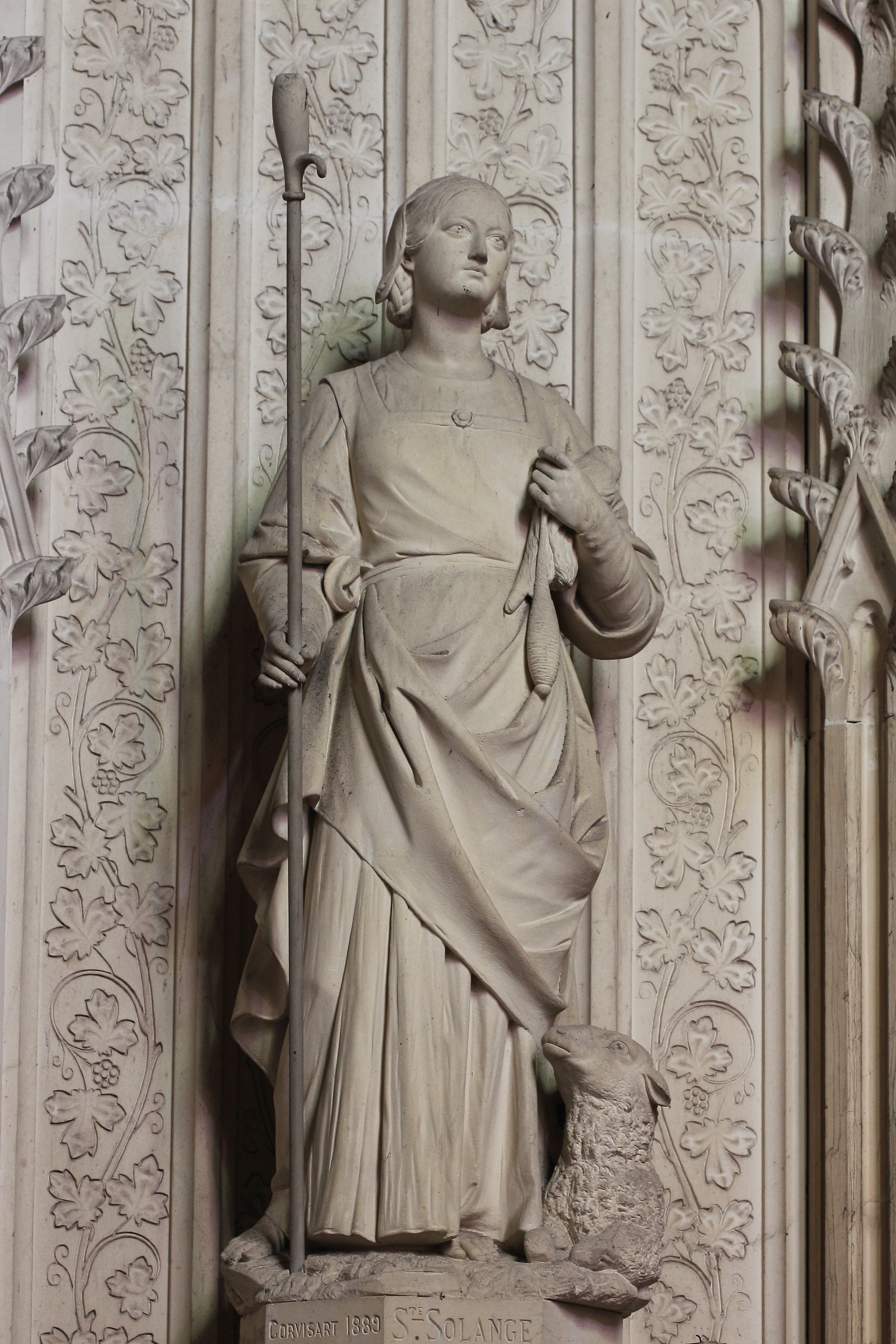
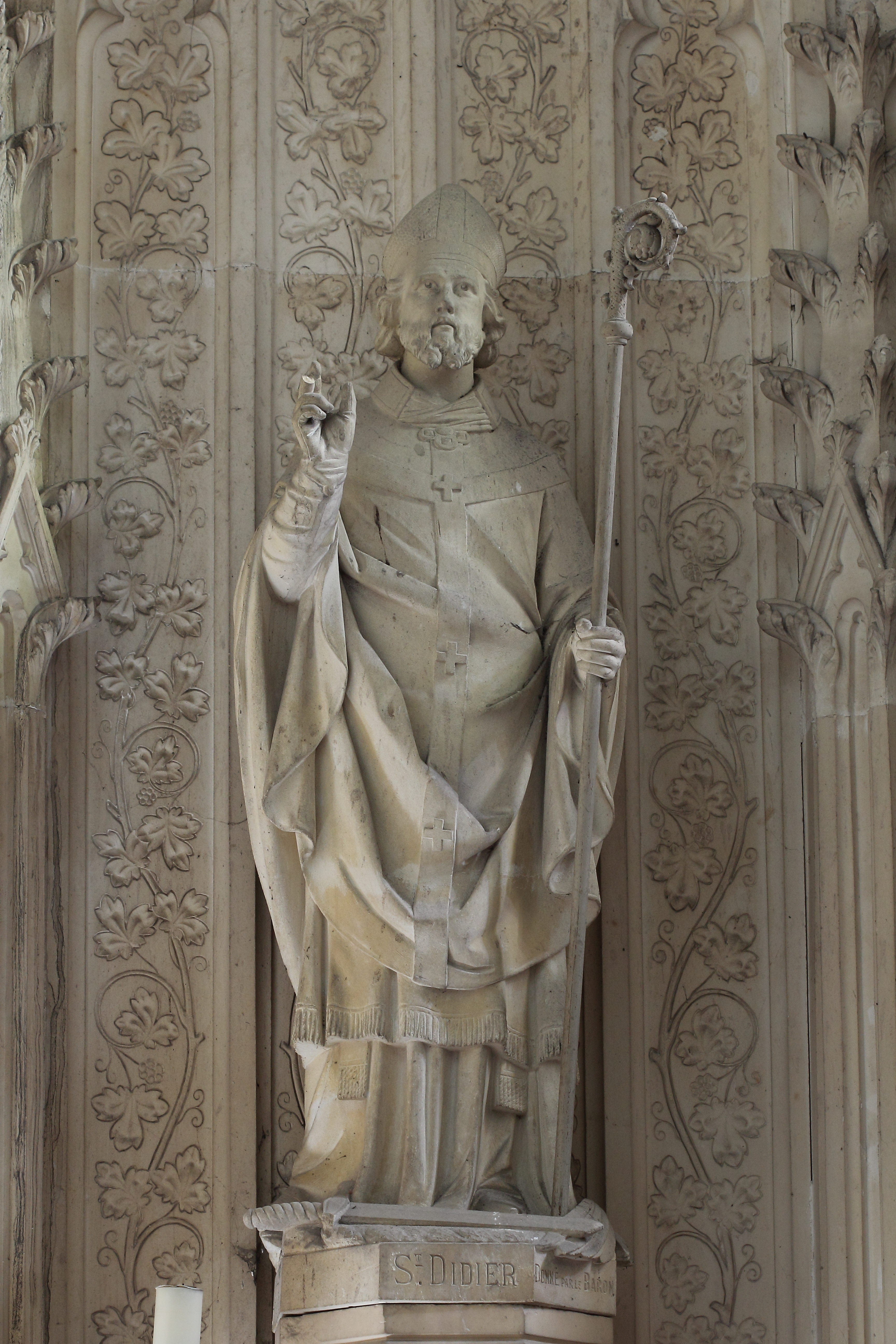
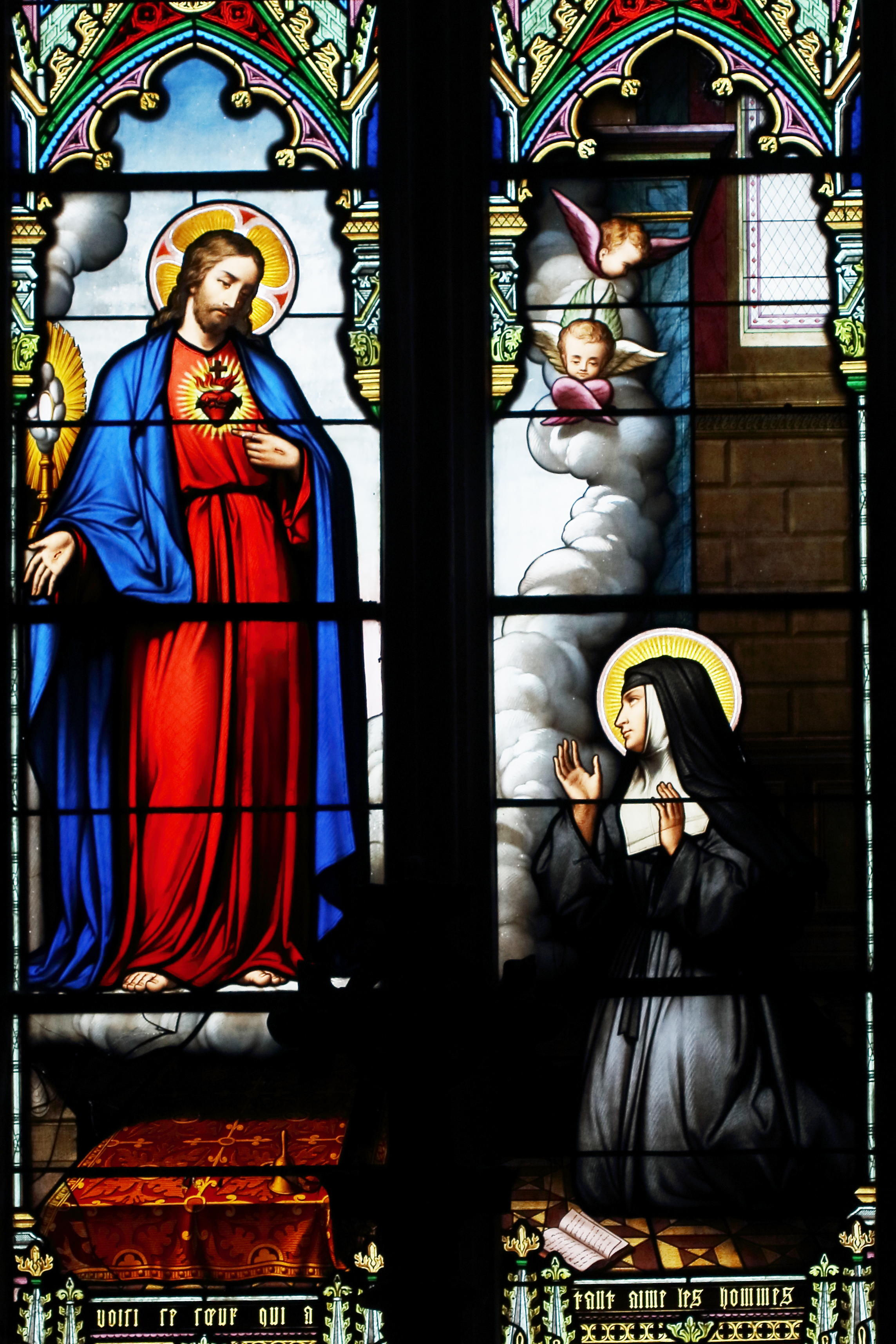
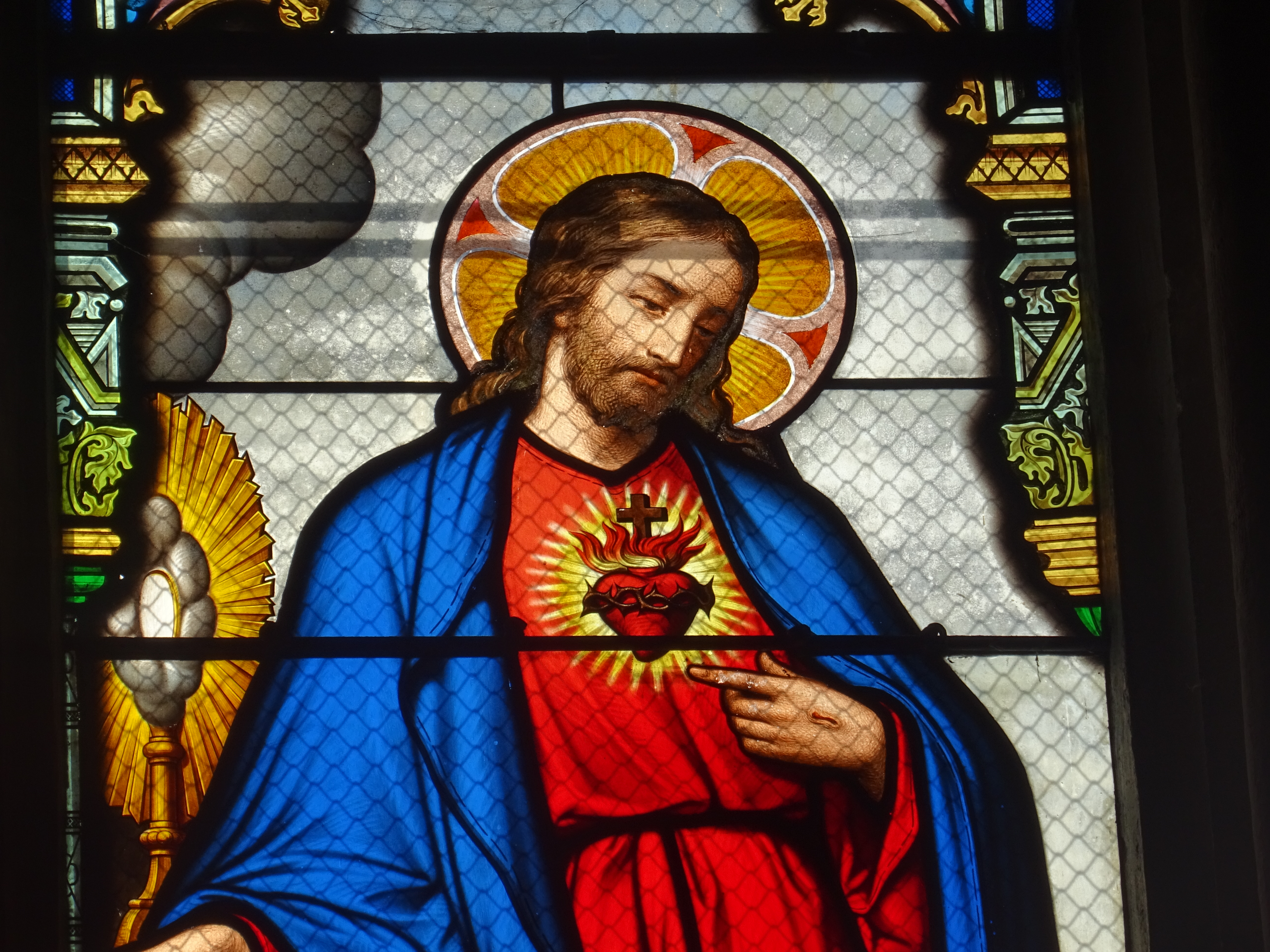

### A capela de Maillé
A família Maillé, proprietária do Castelo de Châteauneuf-sur-Cher, contribuiu para o financiamento da construção da basílica. Uma capela o comemora. É dedicado a beata Joana Maria de Maillé e São Osmond.

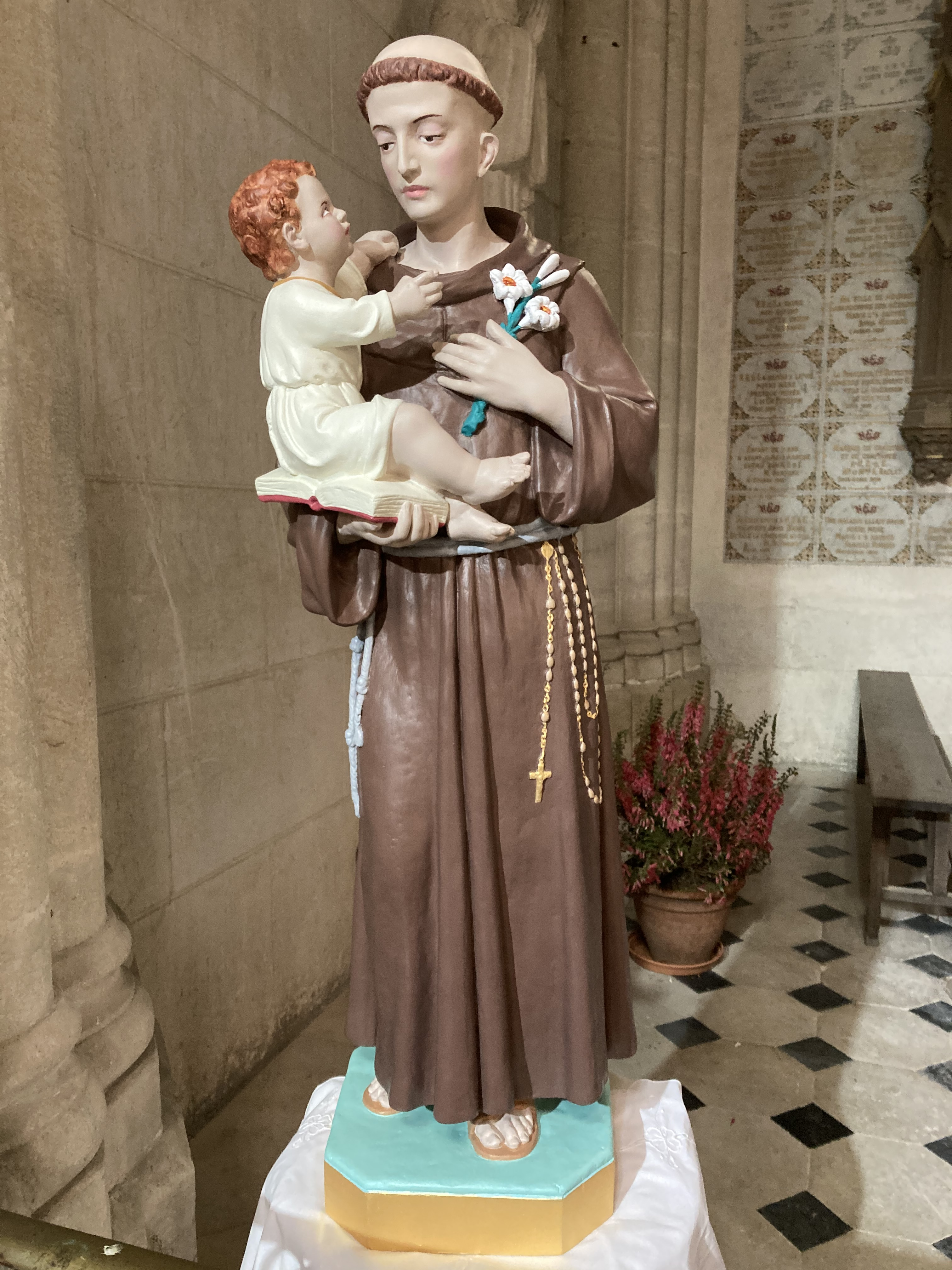
Santo Santo António de Lisboa
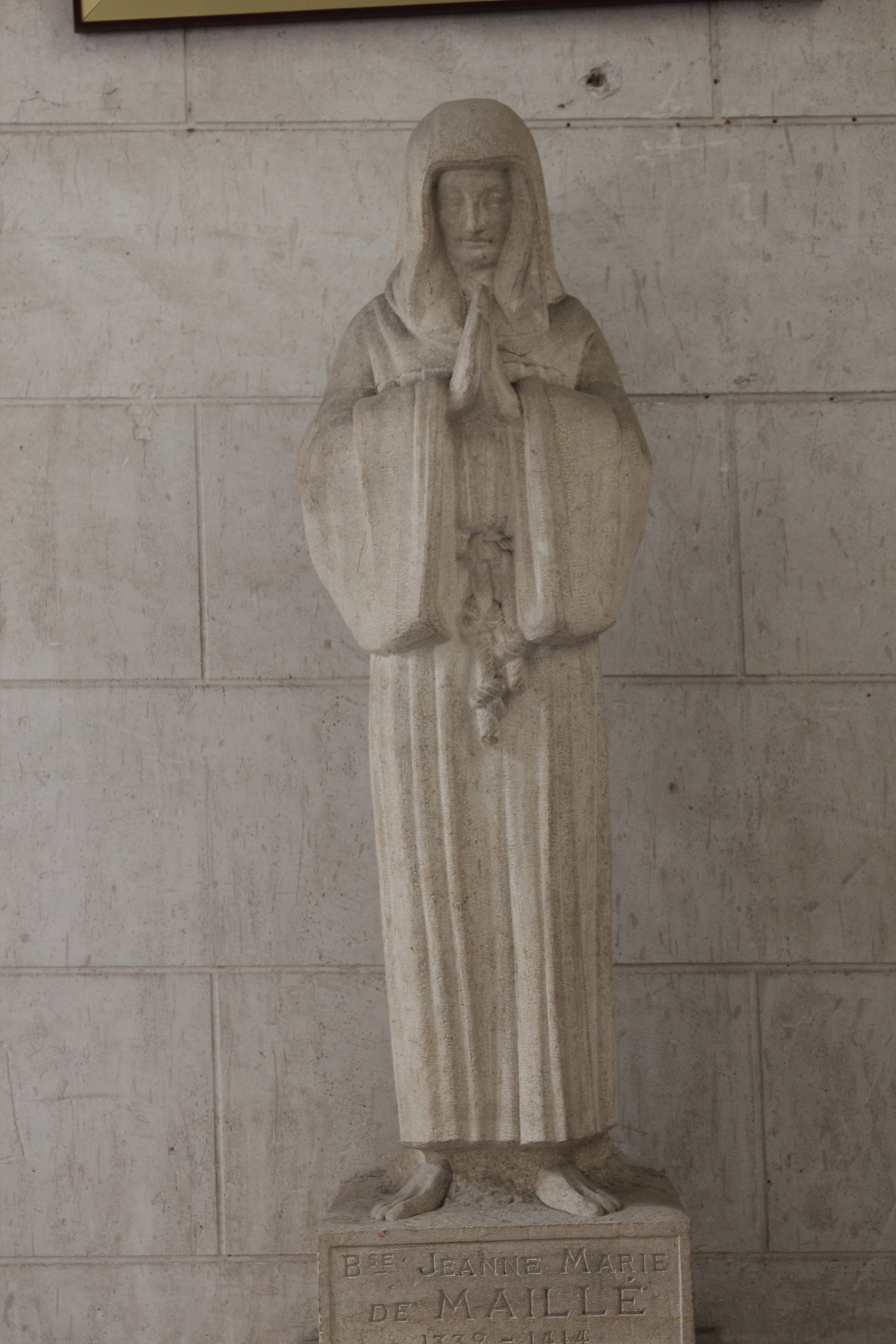
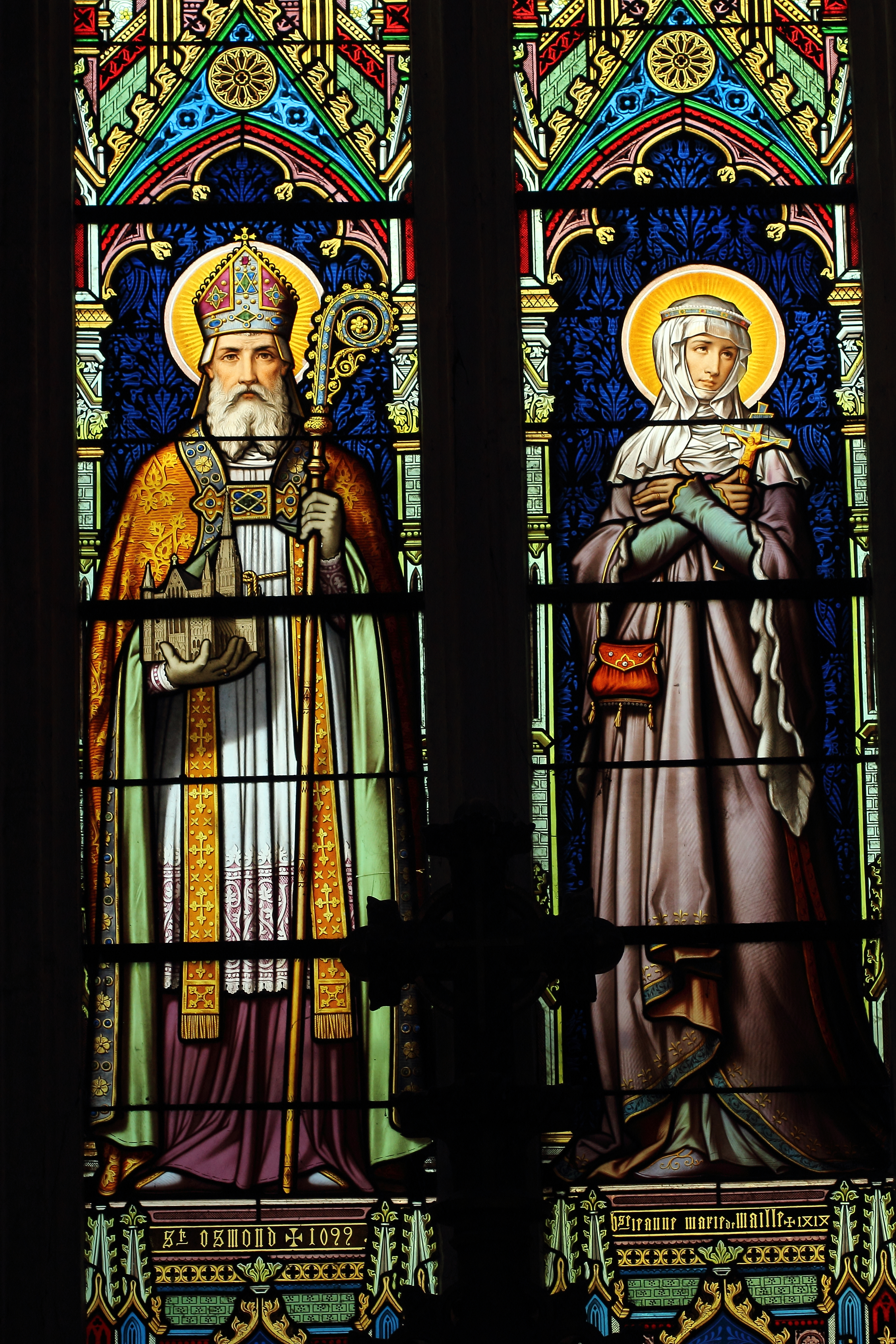
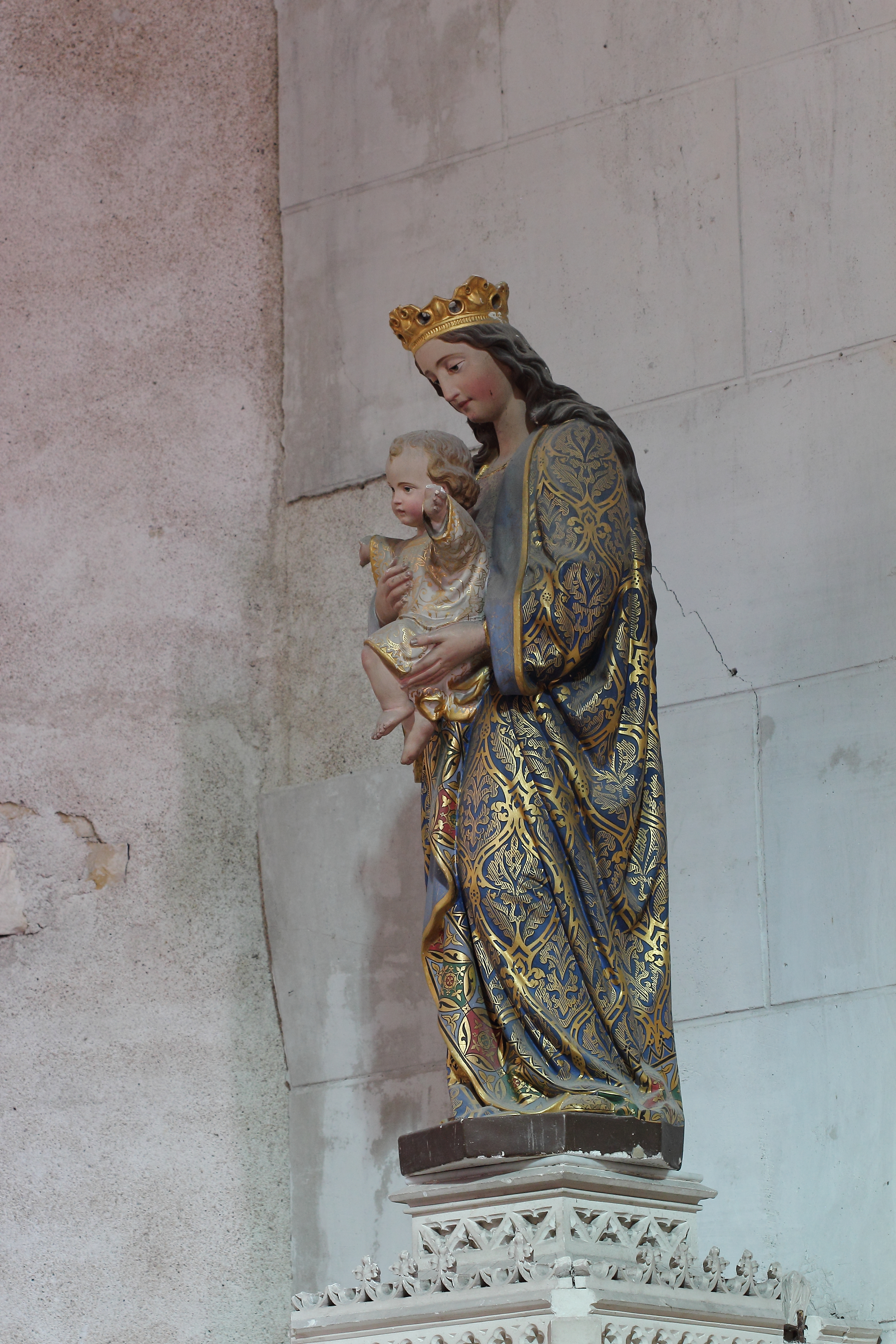

### Órgão Cavaillé-Coll
Um órgão construído em 1889 por Aristide Cavaillé-Coll é instalado no coro em frente às baias. Foi classificado como monumento histórico desde 1976. A parte instrumental foi restaurada em 1979-1980.

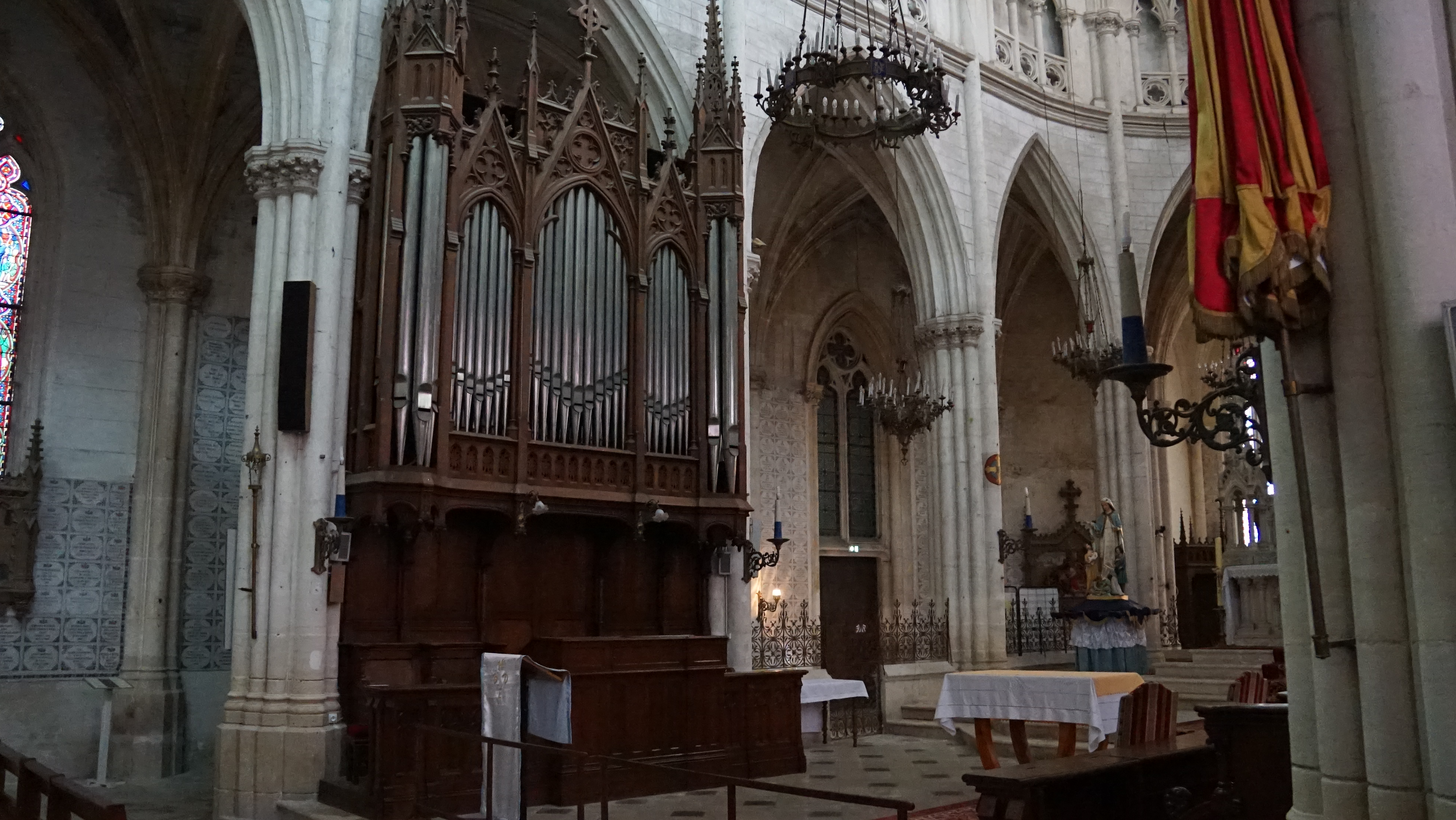
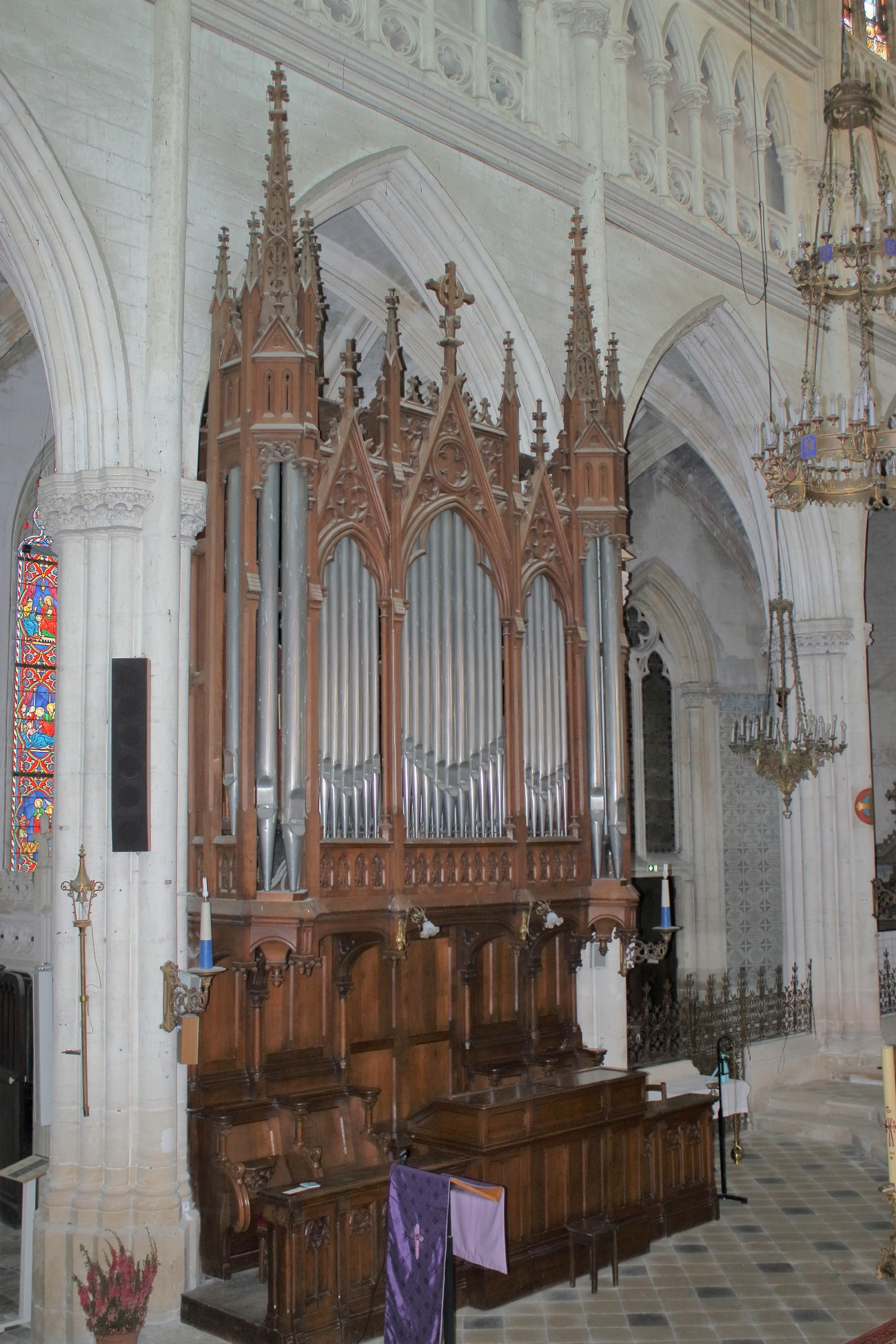
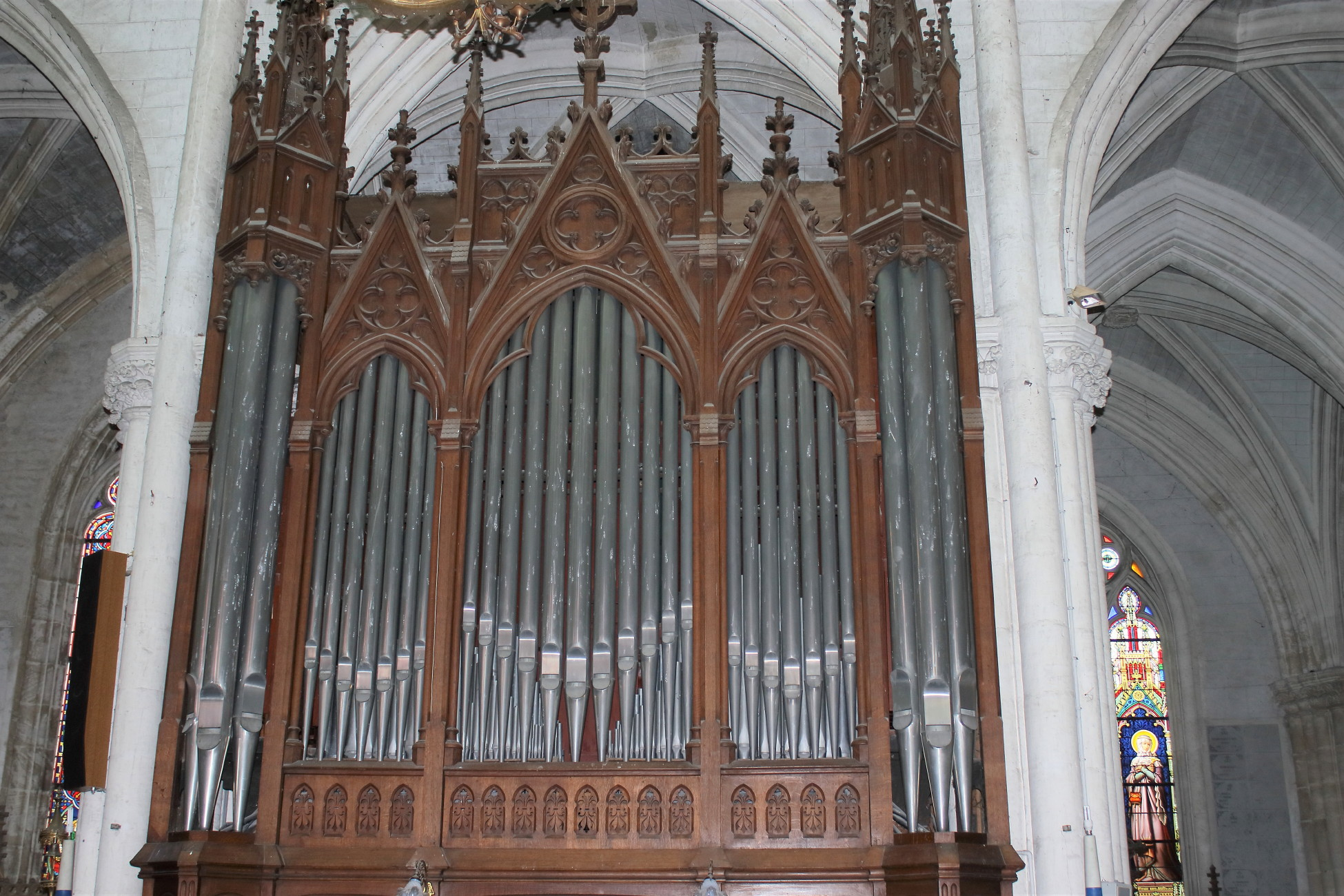

### Púlpito
O púlpito é o trabalho das oficinas Charles Buisine-Rigot em Lille. O painel frontal mostra a dispersão dos Apóstolos que vão evangelizar as nações. Os quatro evangelistas, São João com a águia, São Marcos e seu leão, São Lucas e seu boi, São Mateus com o homem, assim como São Pedro e São Paulo estão nas laterais. A caixa de voz é coroada pelos quatro anjos do Juízo Final tocando a trombeta. As baias do coro e a caixa do órgão também vêm dessas oficinas.

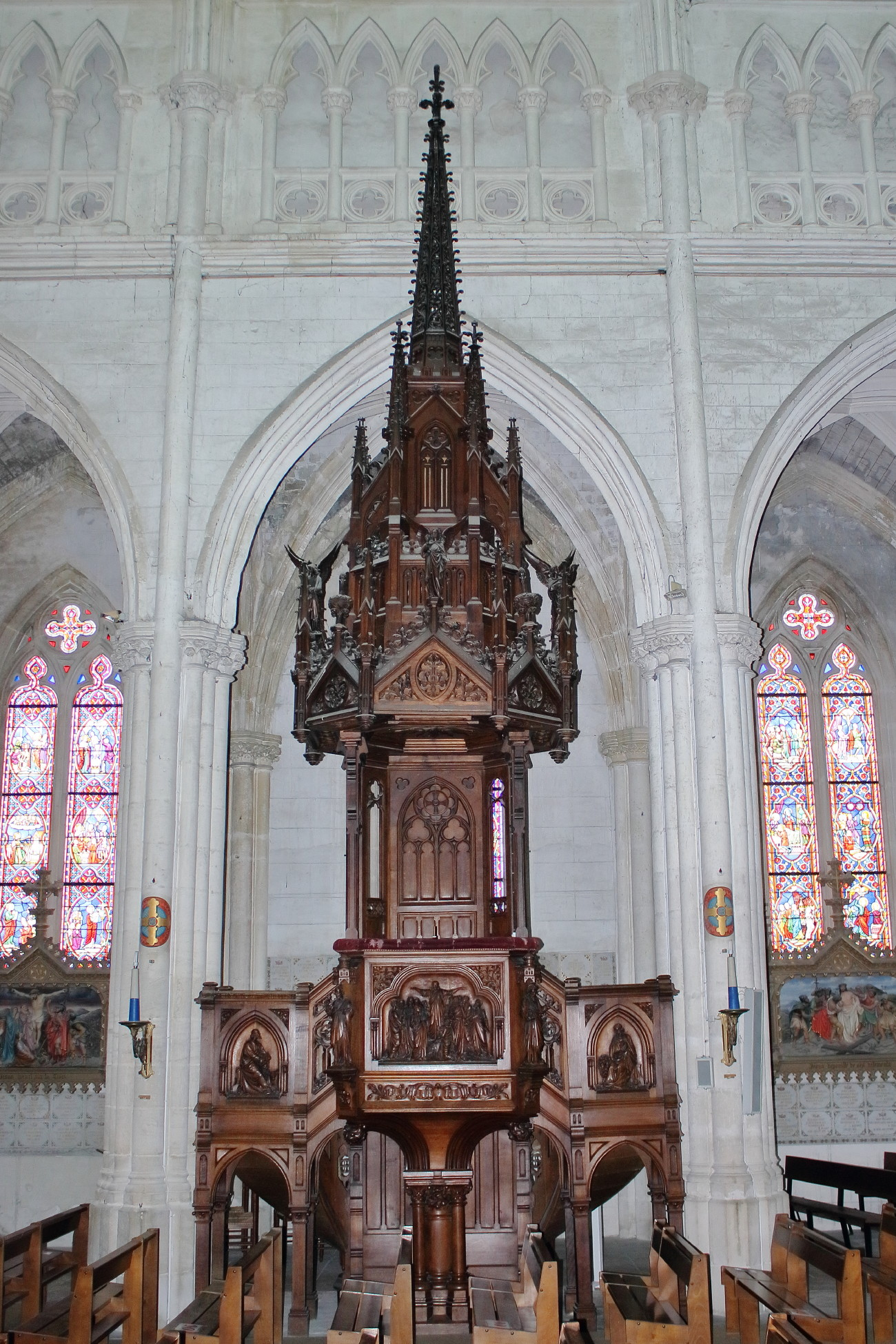
Púlpito
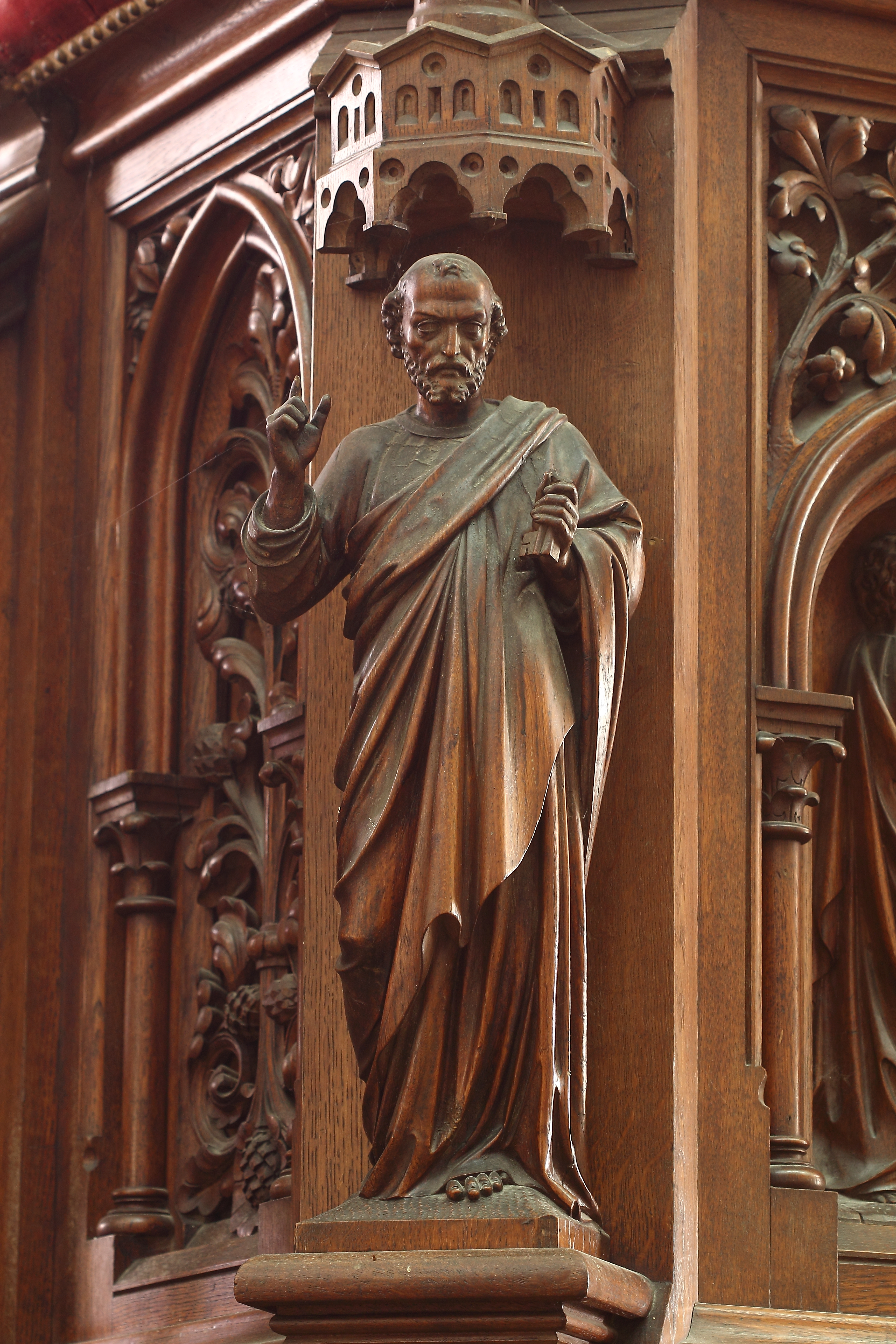
Pedro (apóstolo)
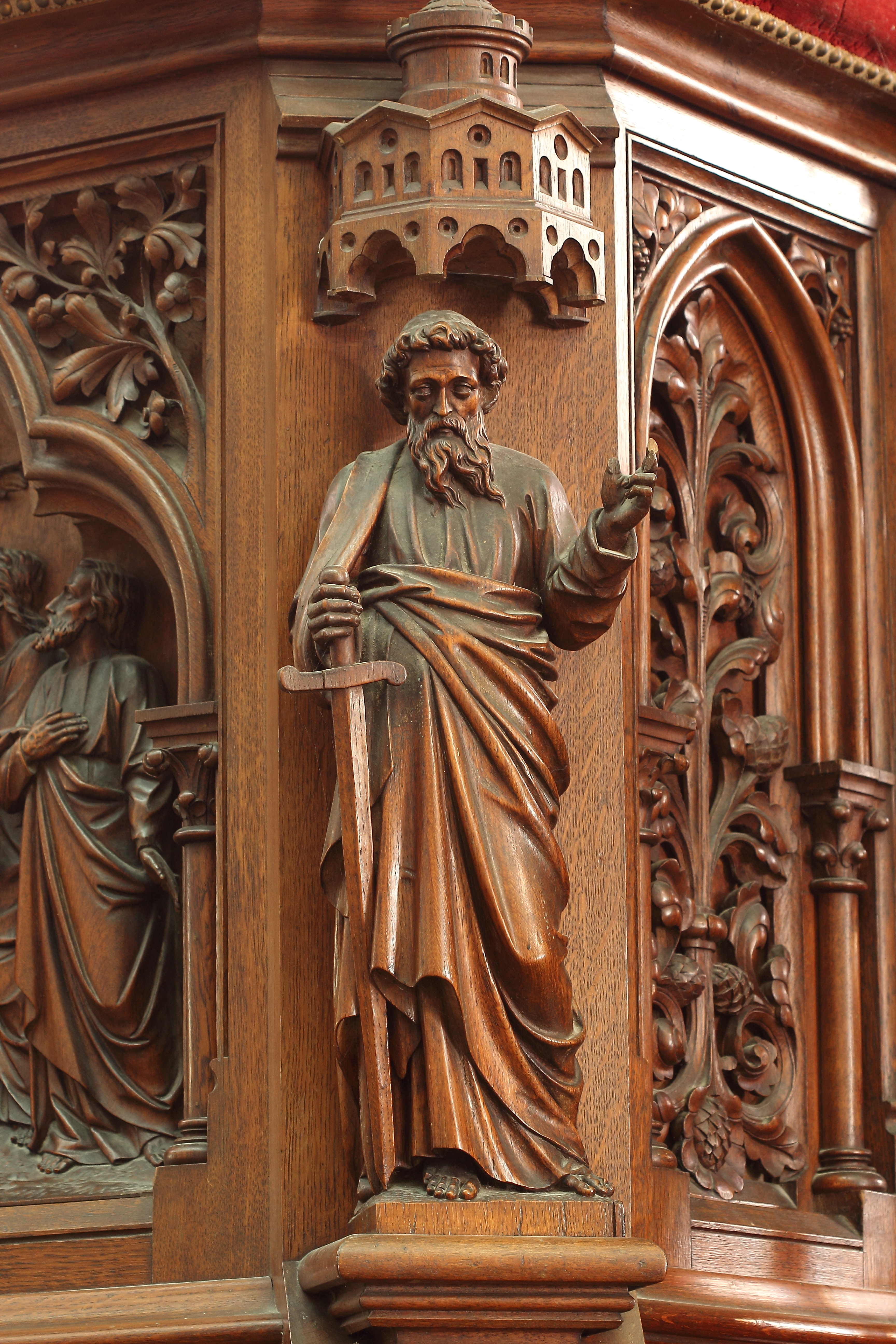
Paulo de Tarso
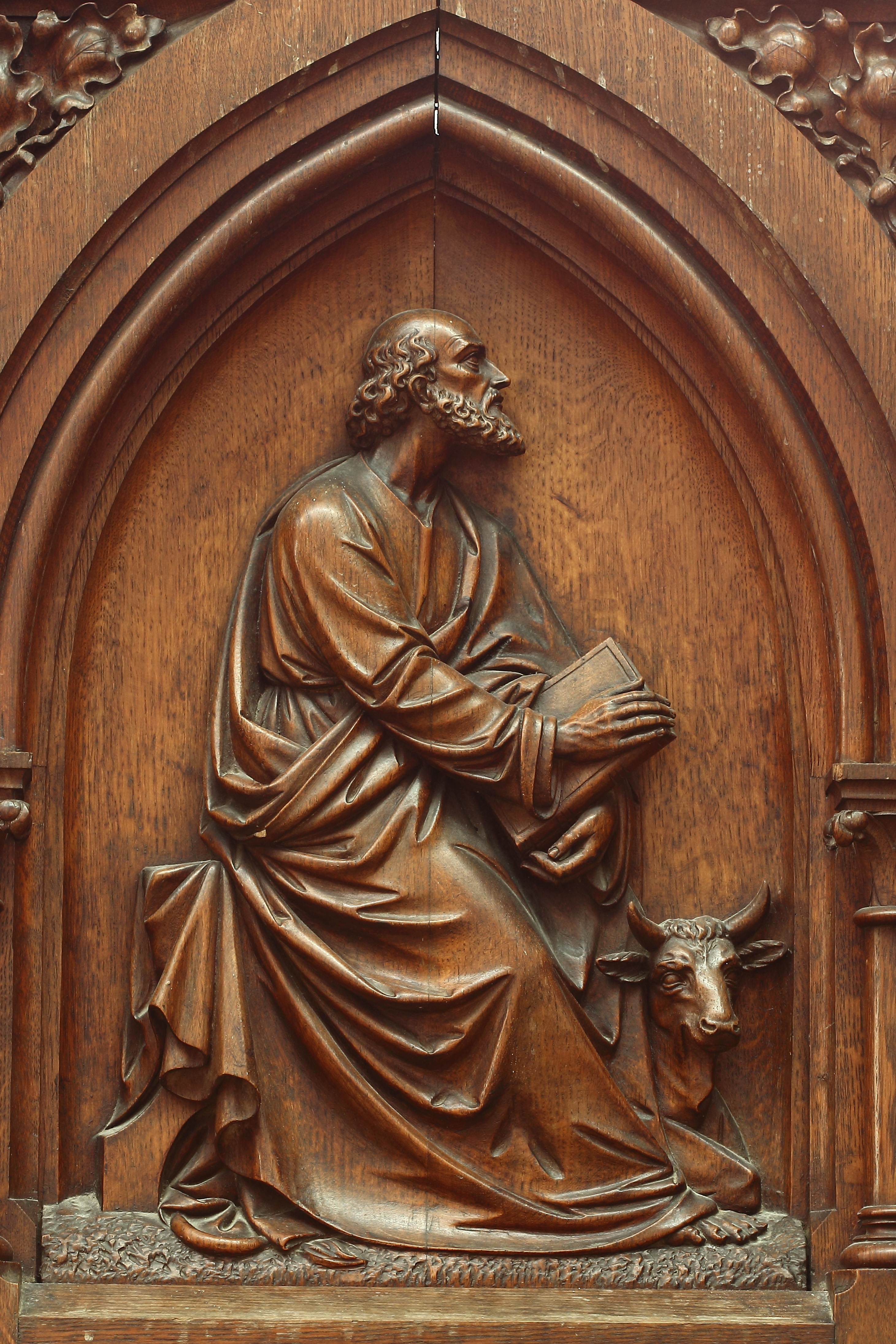
Lucas, o Evangelista
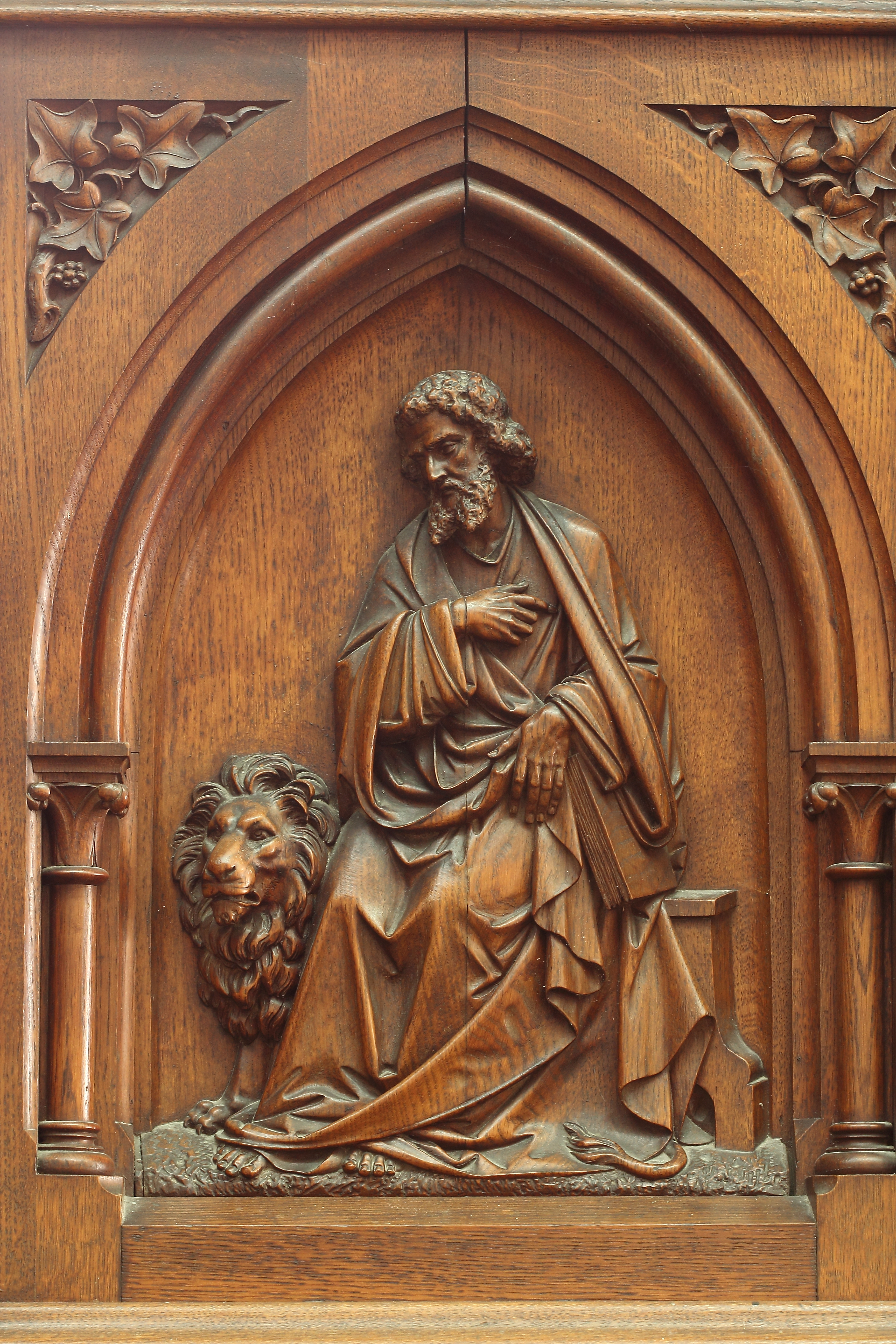
Marcos, o Evangelista

### Presépio de natal
O Presépio de Natal ao estilo sulpiciano foi fabricado em 1887 pela União Artística Internacional de Vaucouleurs, em papelão romano, substância composta por gesso crivo fino, estopa preparada, dextrina e produtos químicos. Essa mistura garante leveza, solidez, é resistente à umidade ao contrário do gesso. É composto por quatorze estátuas: Jesus, Maria, José, o burro, o boi, seis pastores e três magos. Desaparecida há trinta anos, ela foi devolvida em 24 de dezembro de 2020. Está exposta na época do Natal na capela da Beata Joana Maria de Maillé.

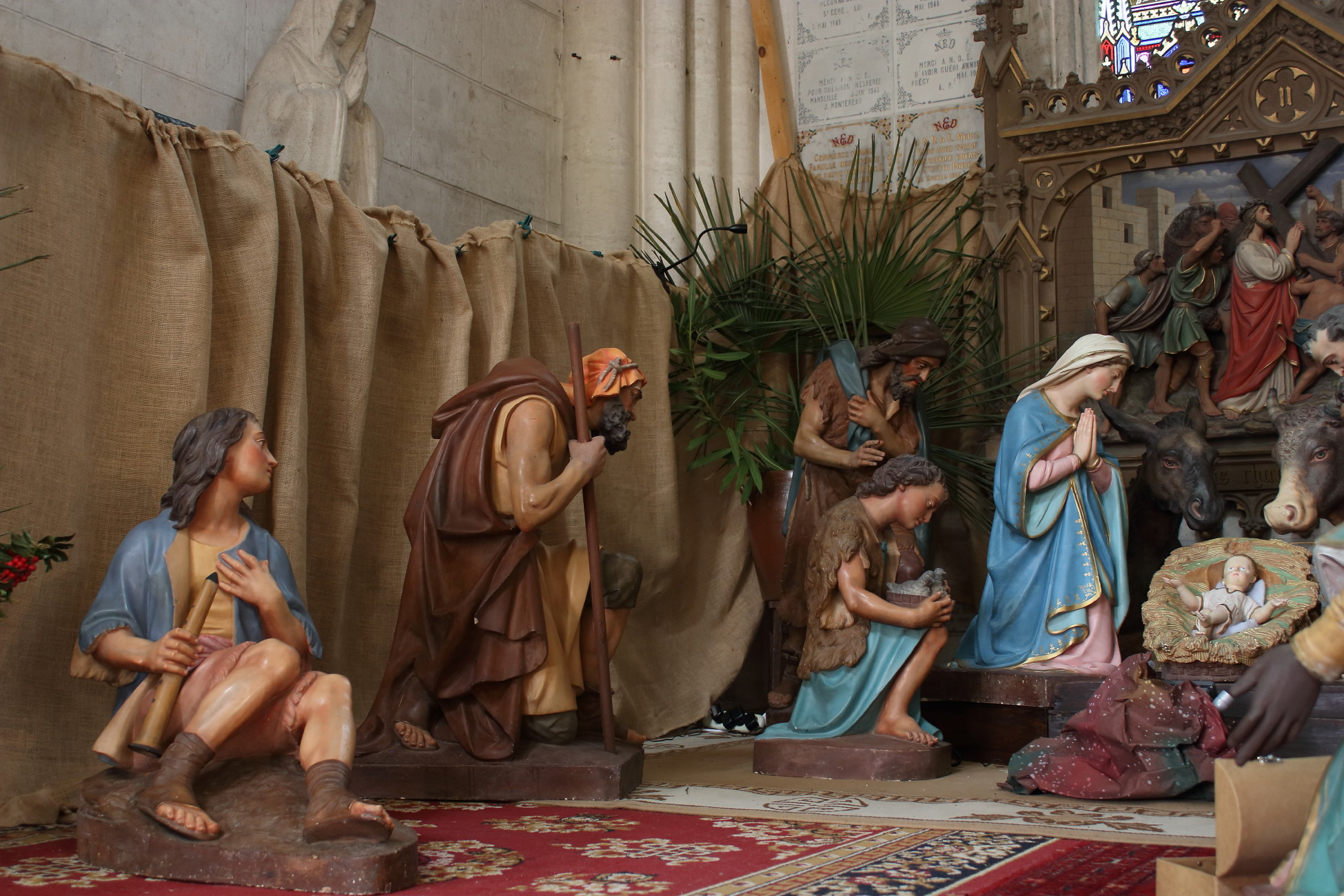
Adoração dos Pastores
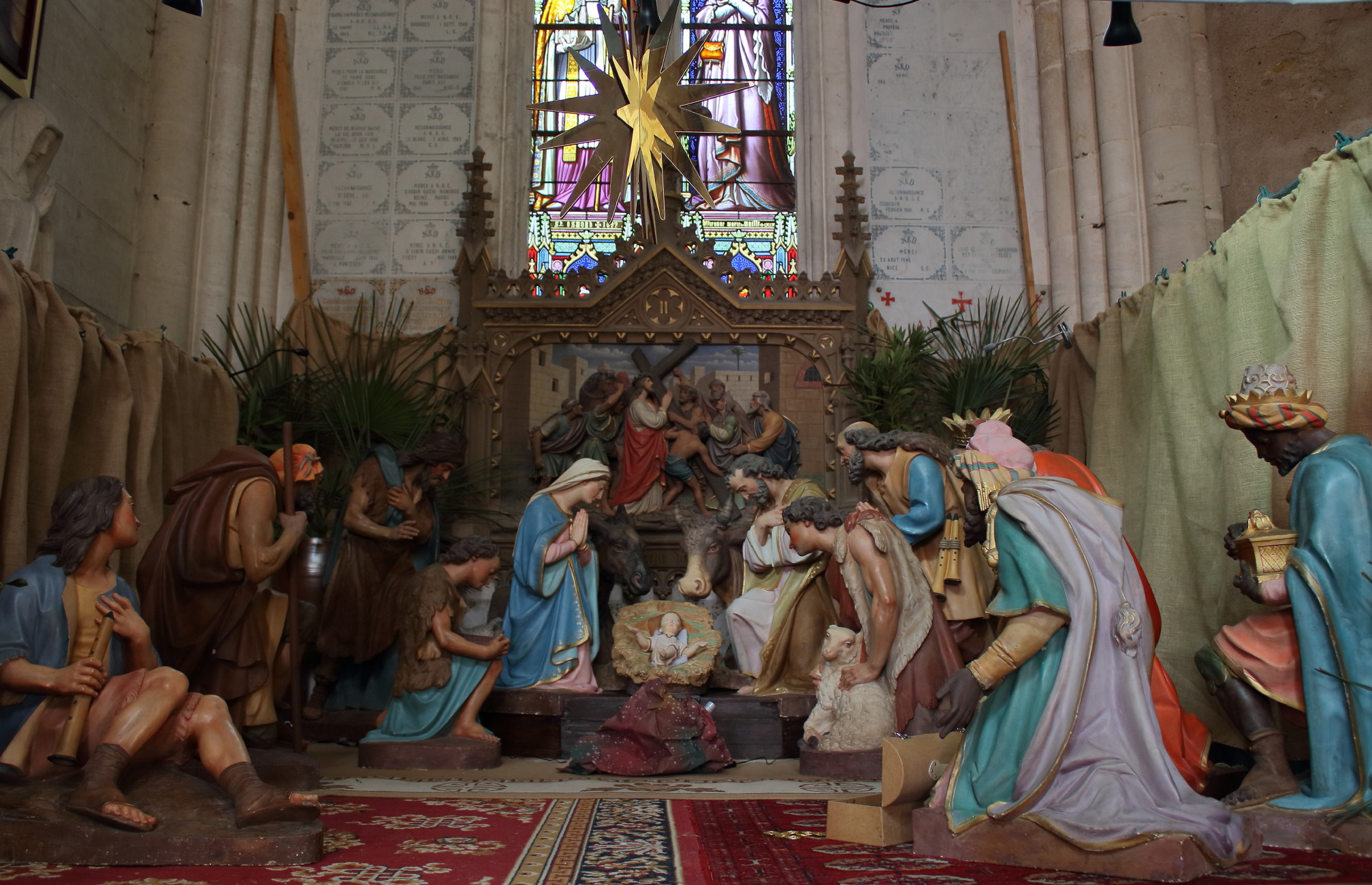
natividade
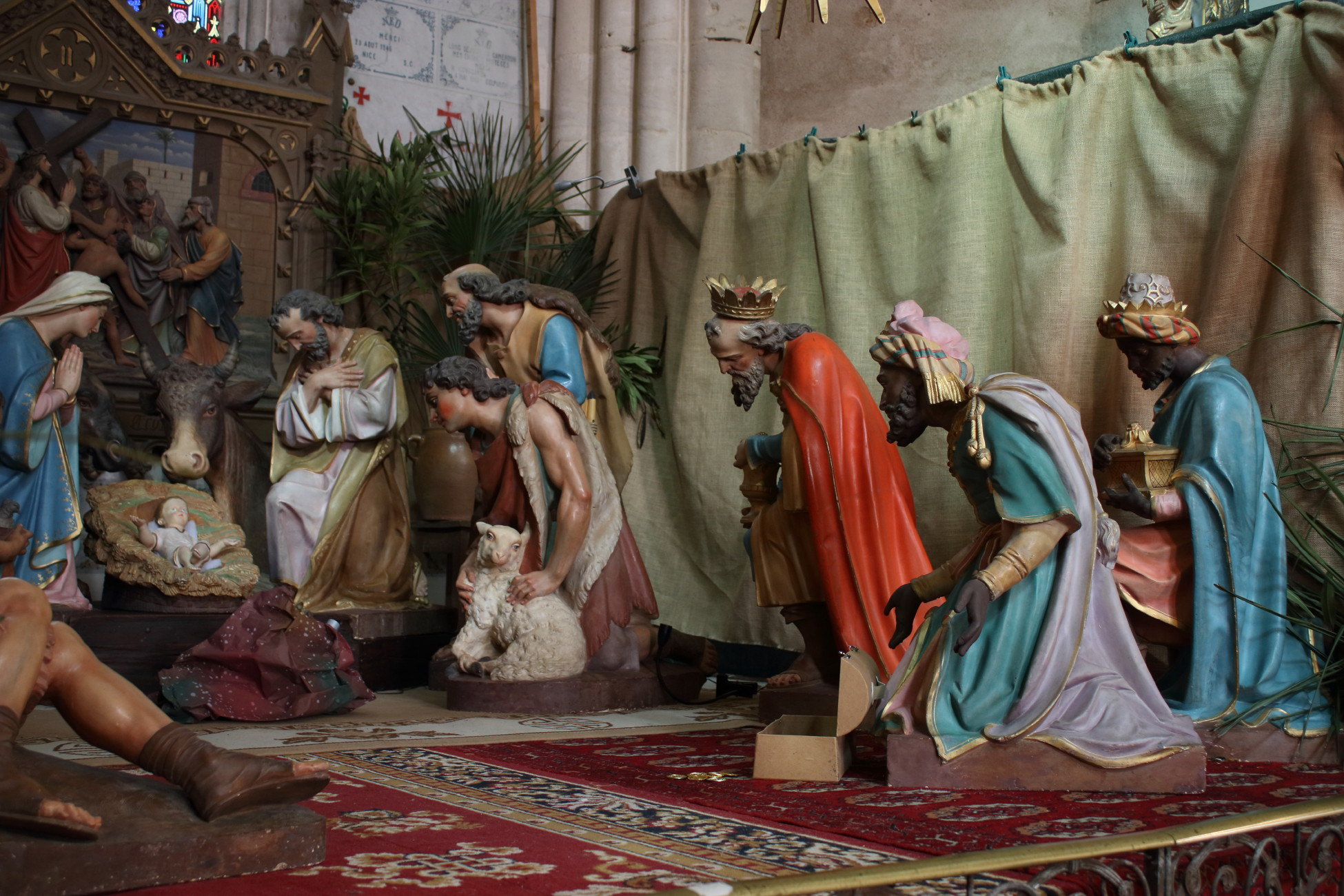
Adoração dos Magos

### Via Sacra
Esta estação da cruz de estilo sulpiciano foi fabricada pela União Artística Internacional de Vaucouleurs.

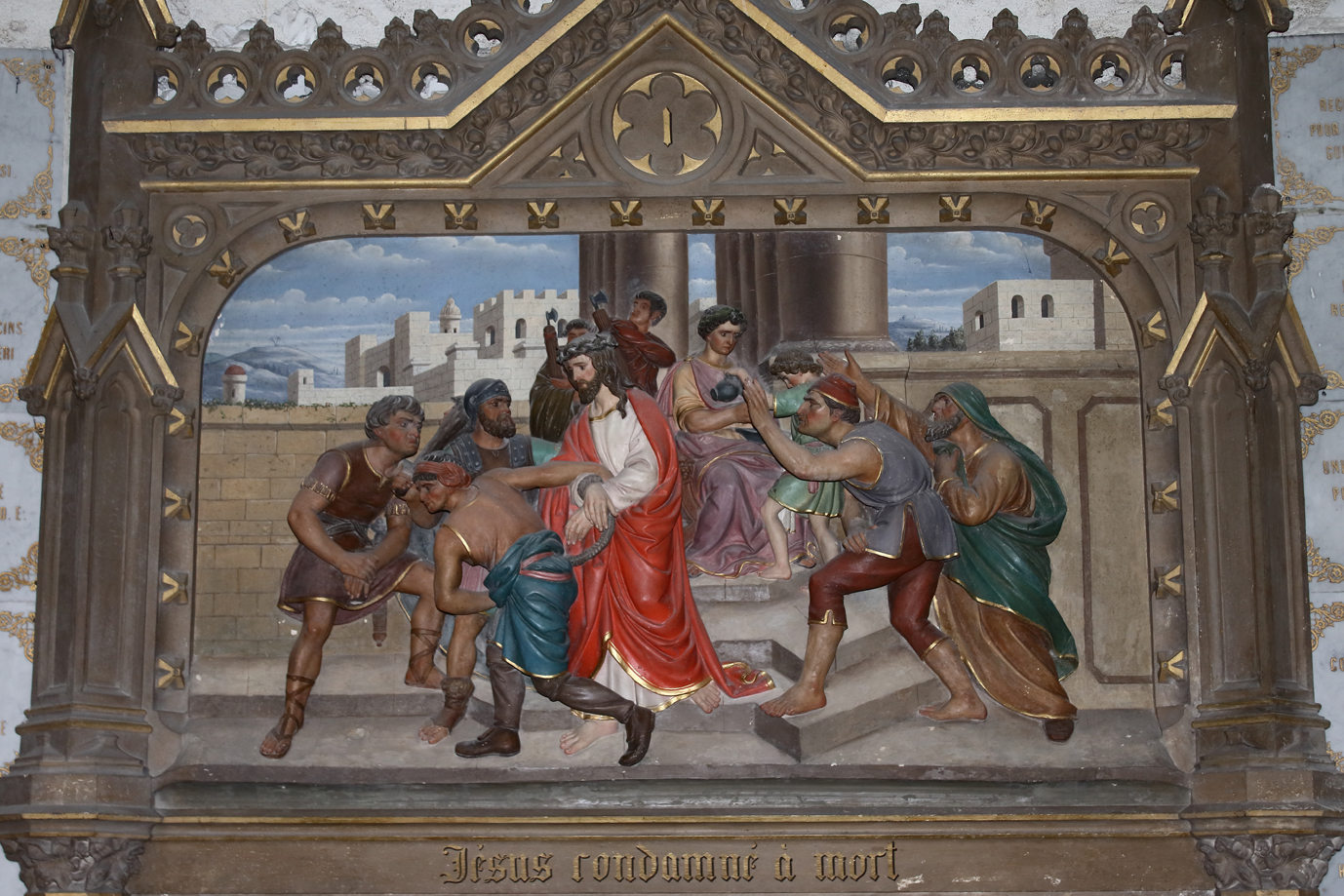
Jesus condenado à morte
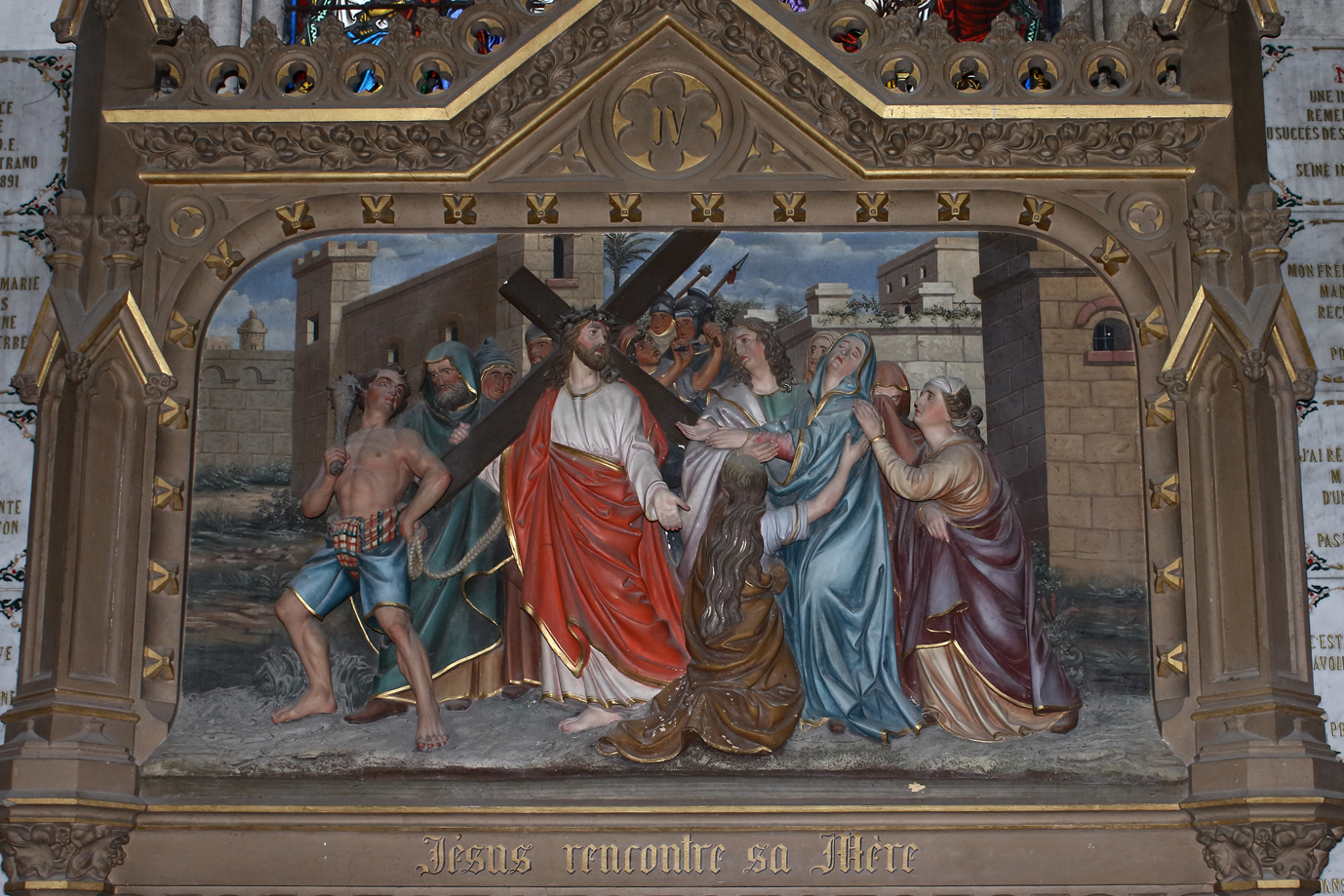
Jesus conhece sua mãe
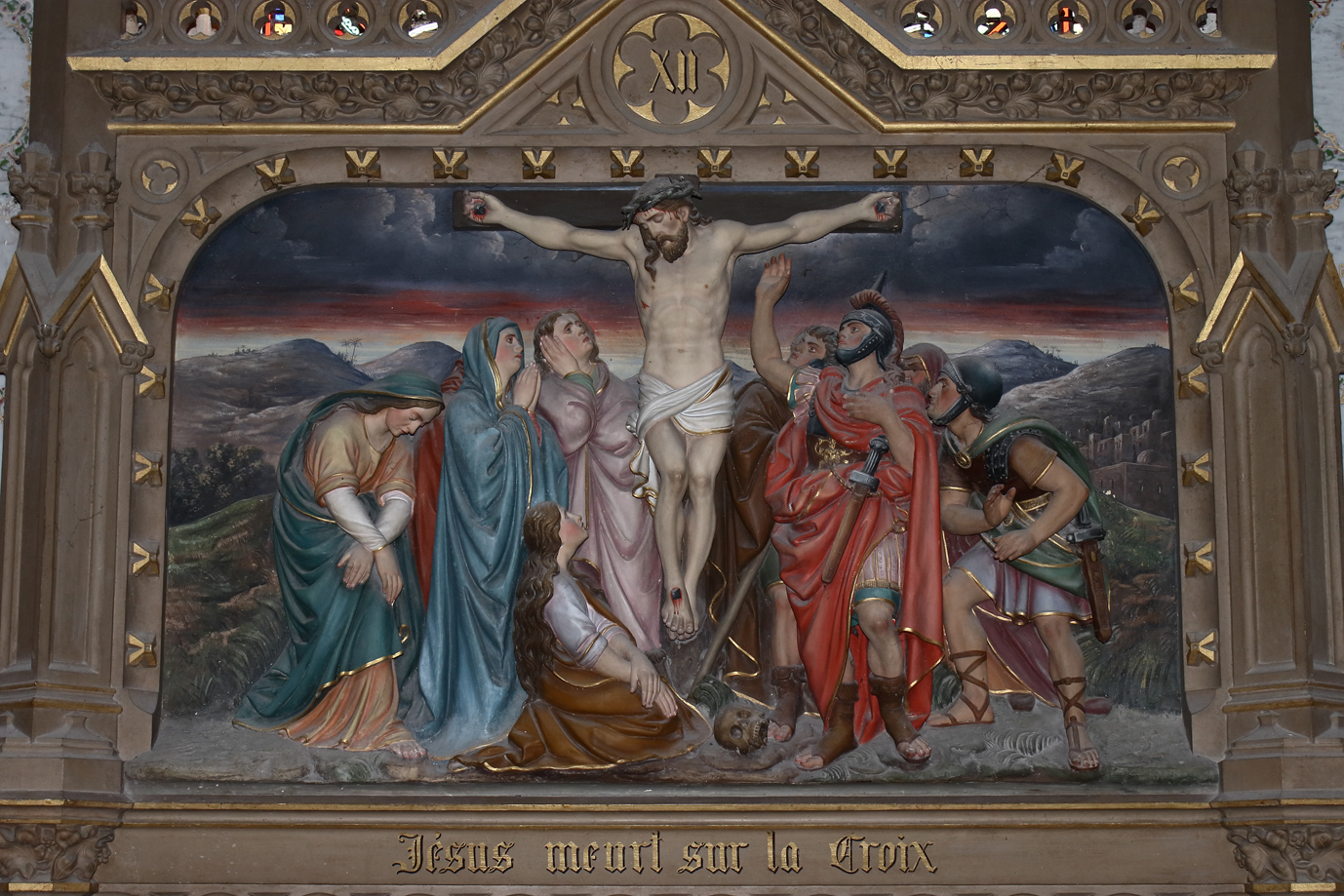
Jesus morre na cruz

### Vitral
Os vitrais foram feitos pela oficina Lobin em Tours.

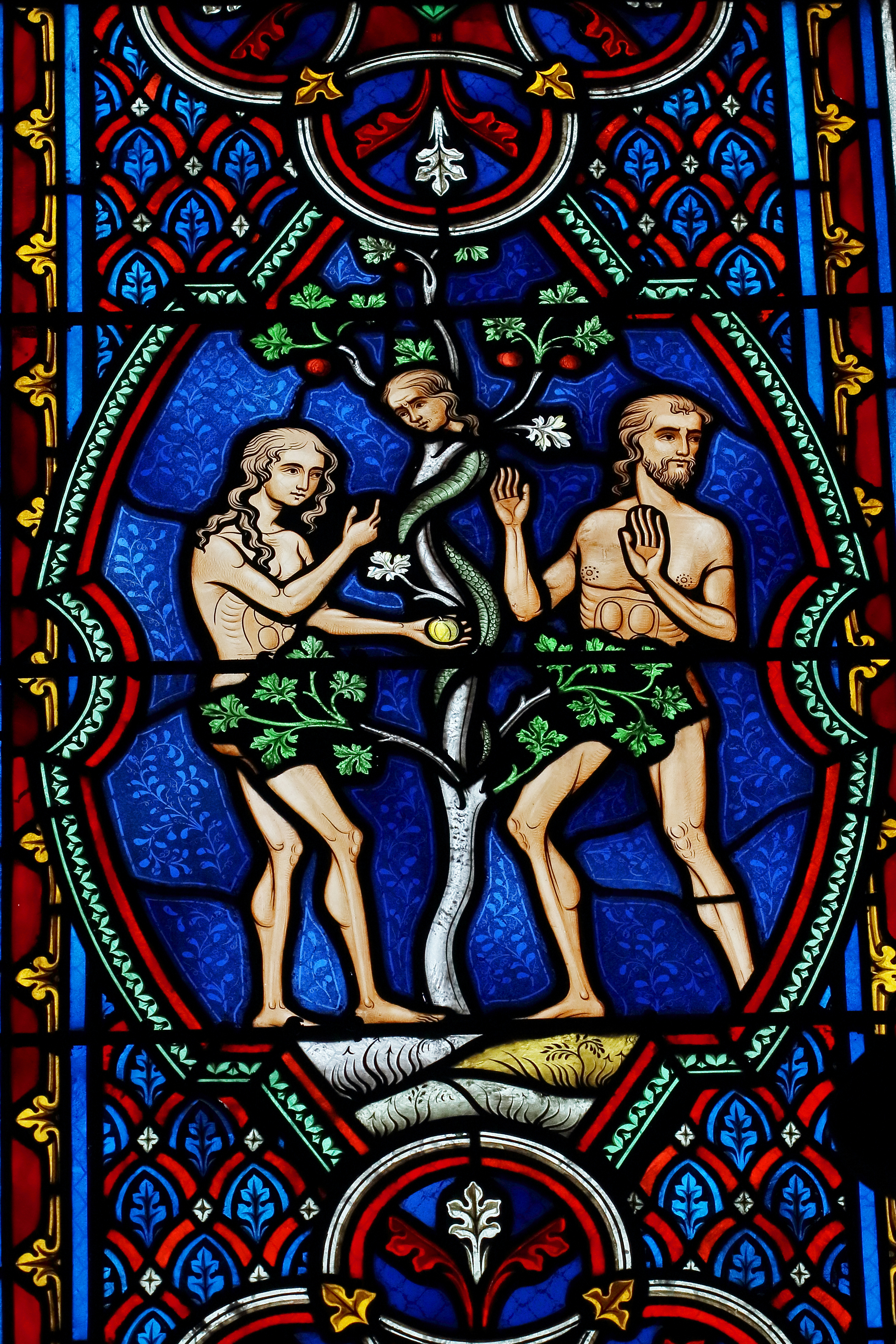
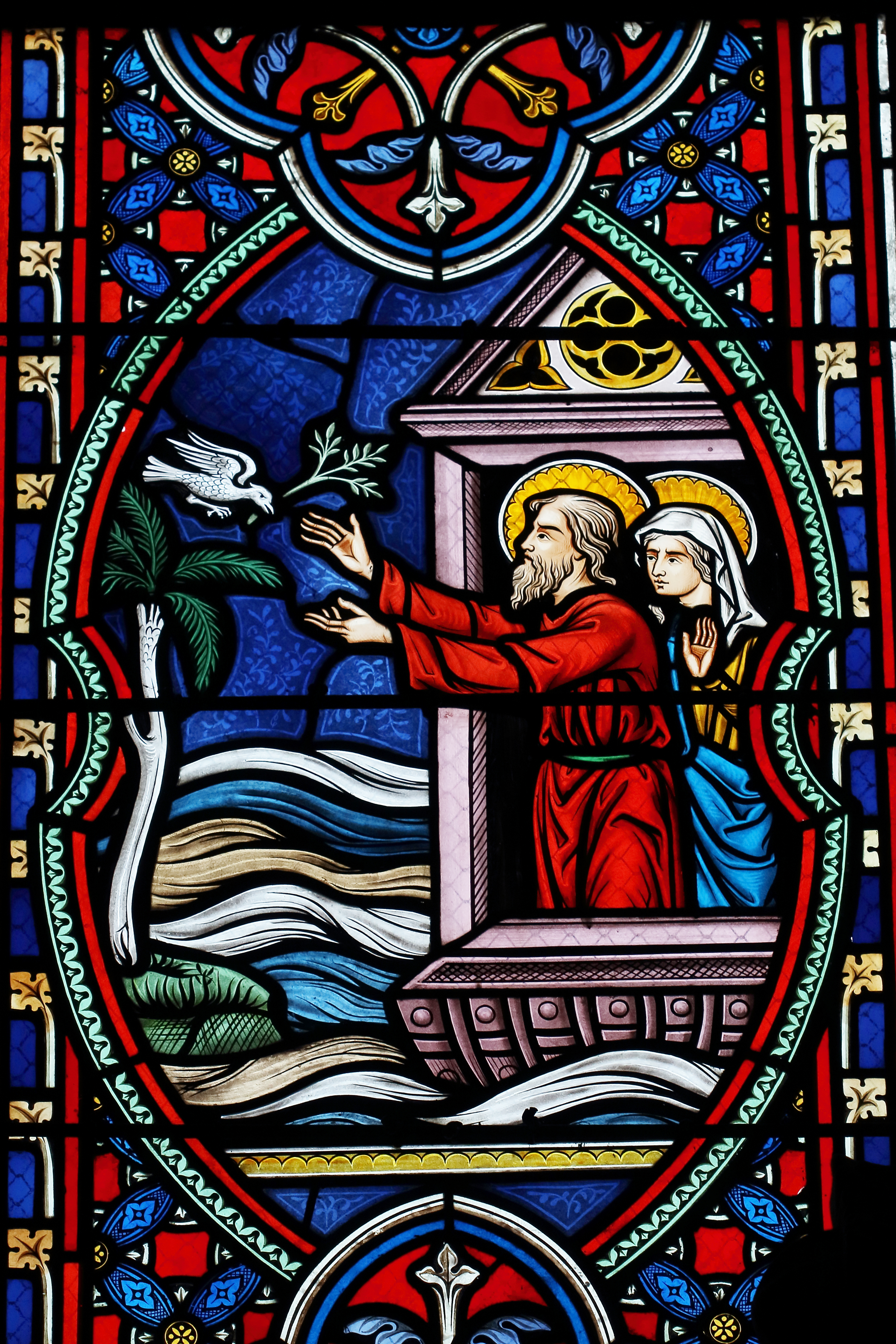
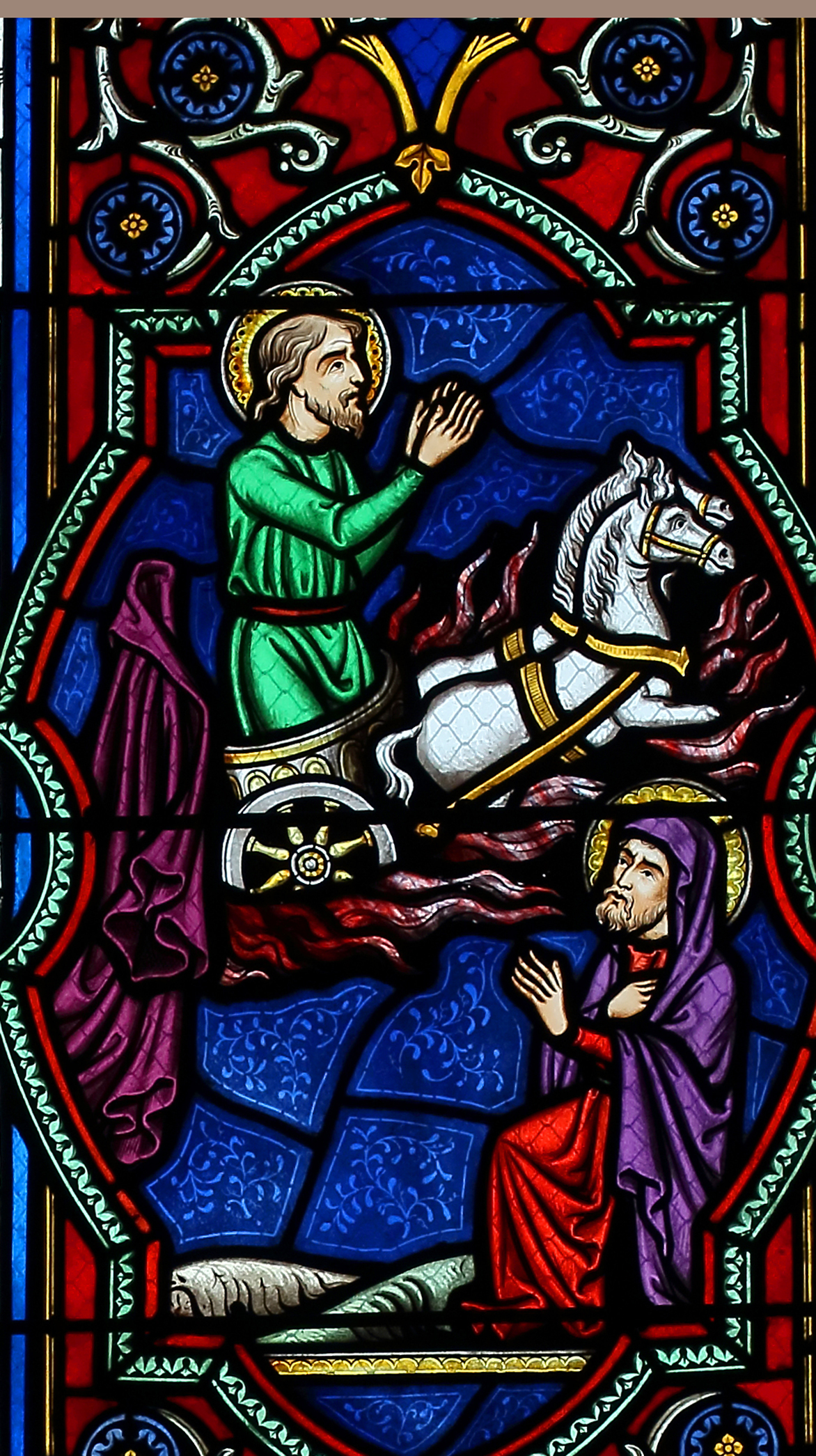
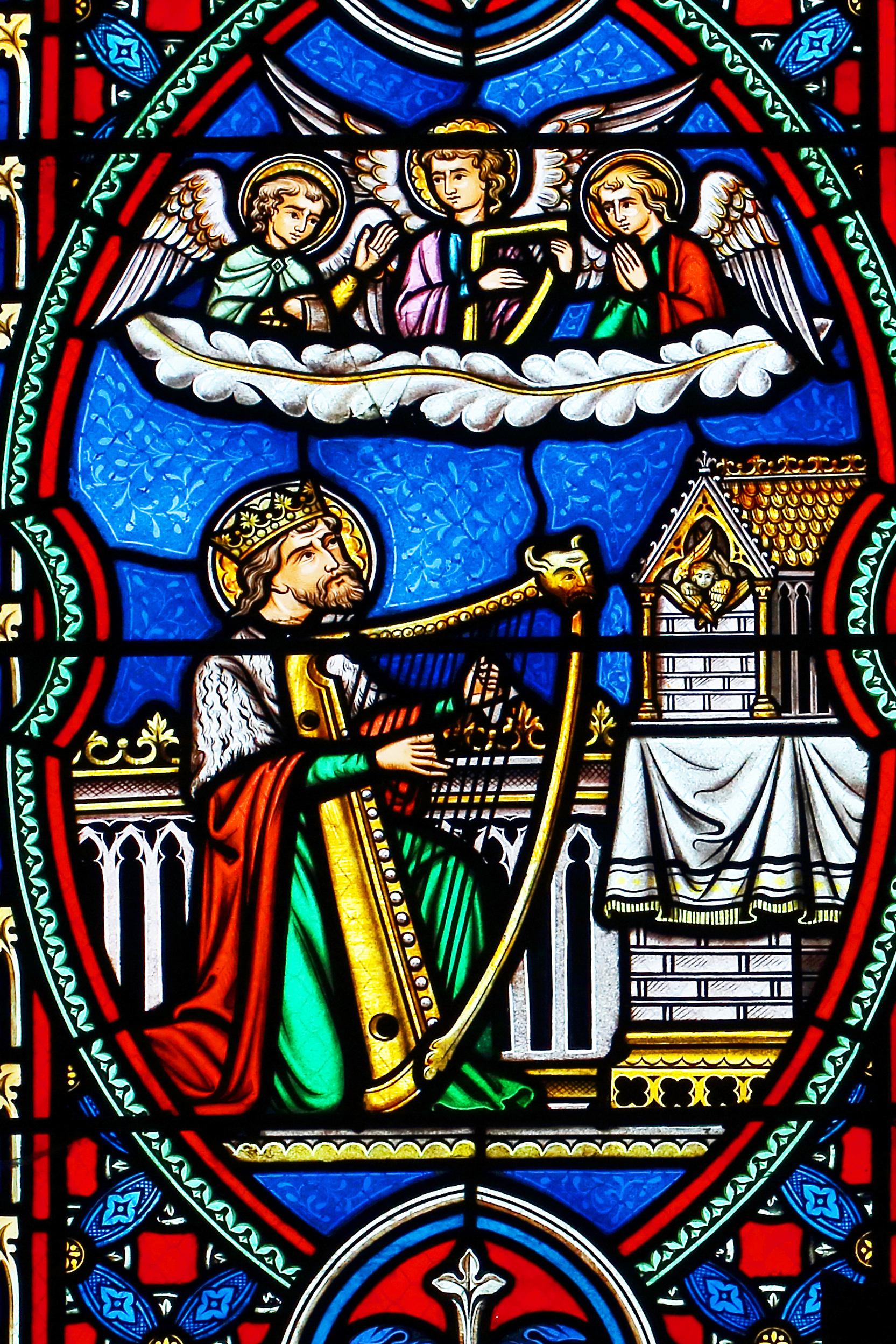
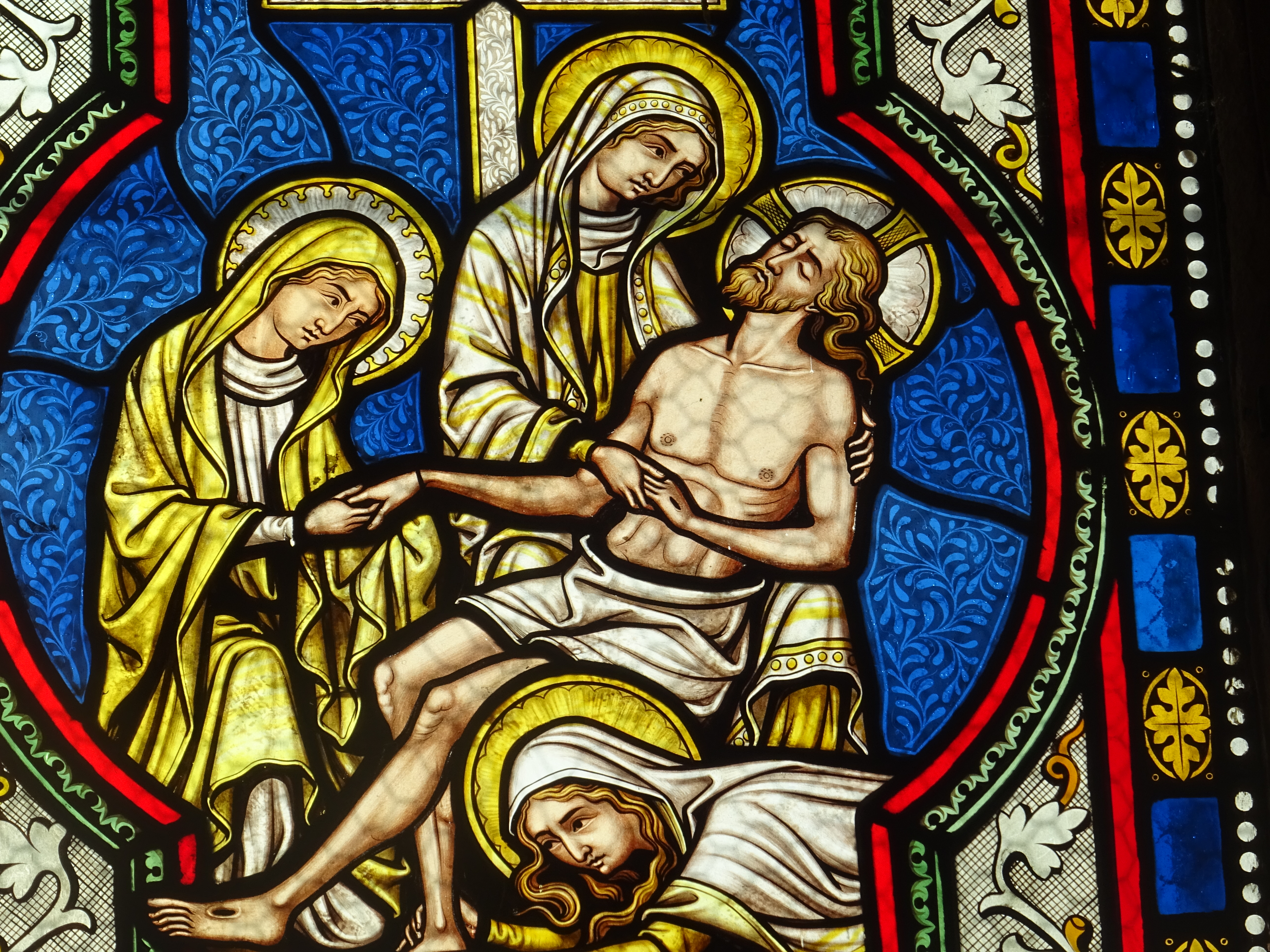
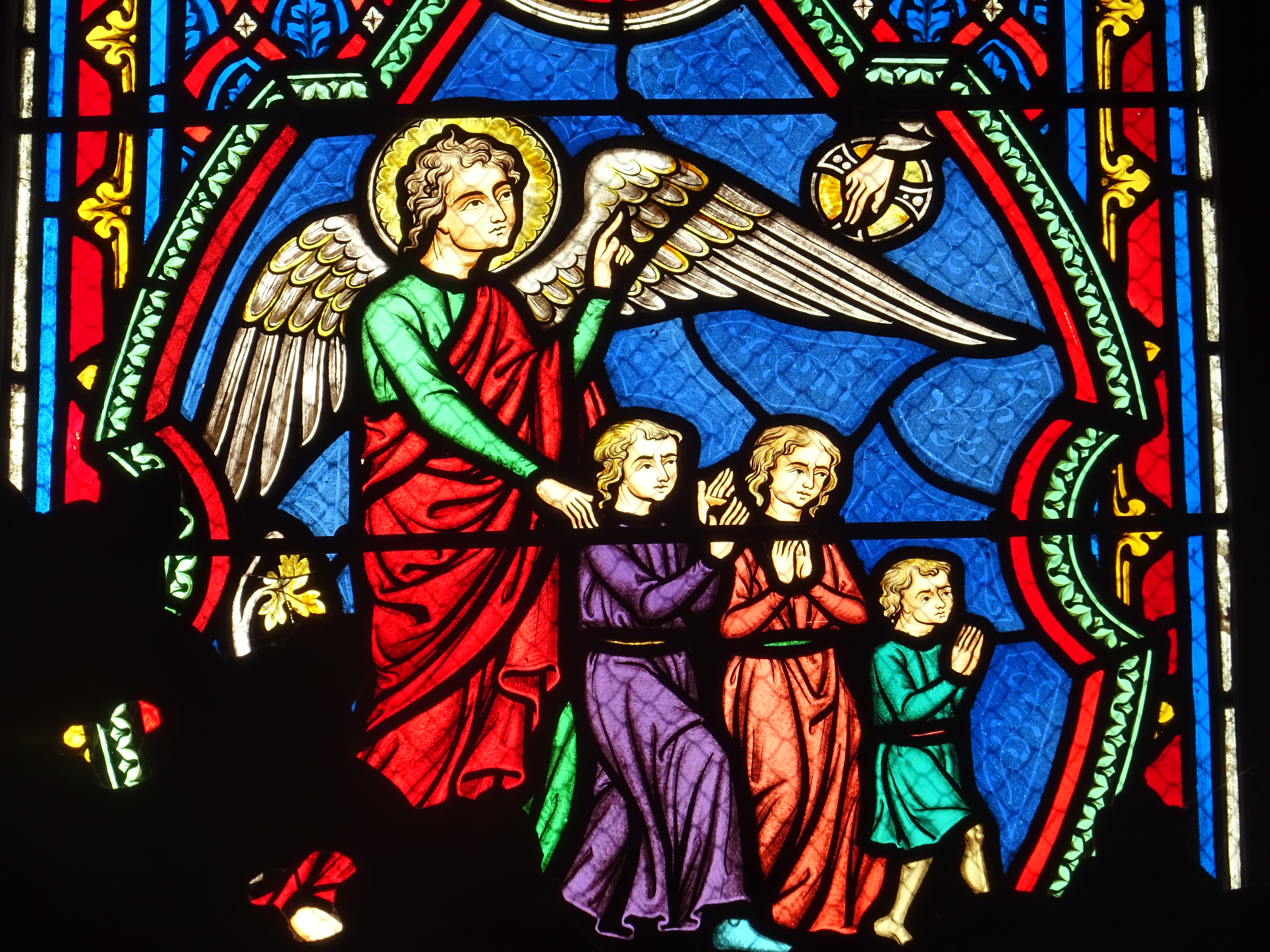

### Placas comemorativas
Quatro placas comemorativas comemoram a iniciativa do Abade Jacques-Marie Ducros, a bênção da primeira pedra do edifício, a bênção da estátua de Nossa Senhora das Crianças em 29 de agosto de 1869 e sua coroação em nome do Papa Pio XI em 26 de agosto de 1923.

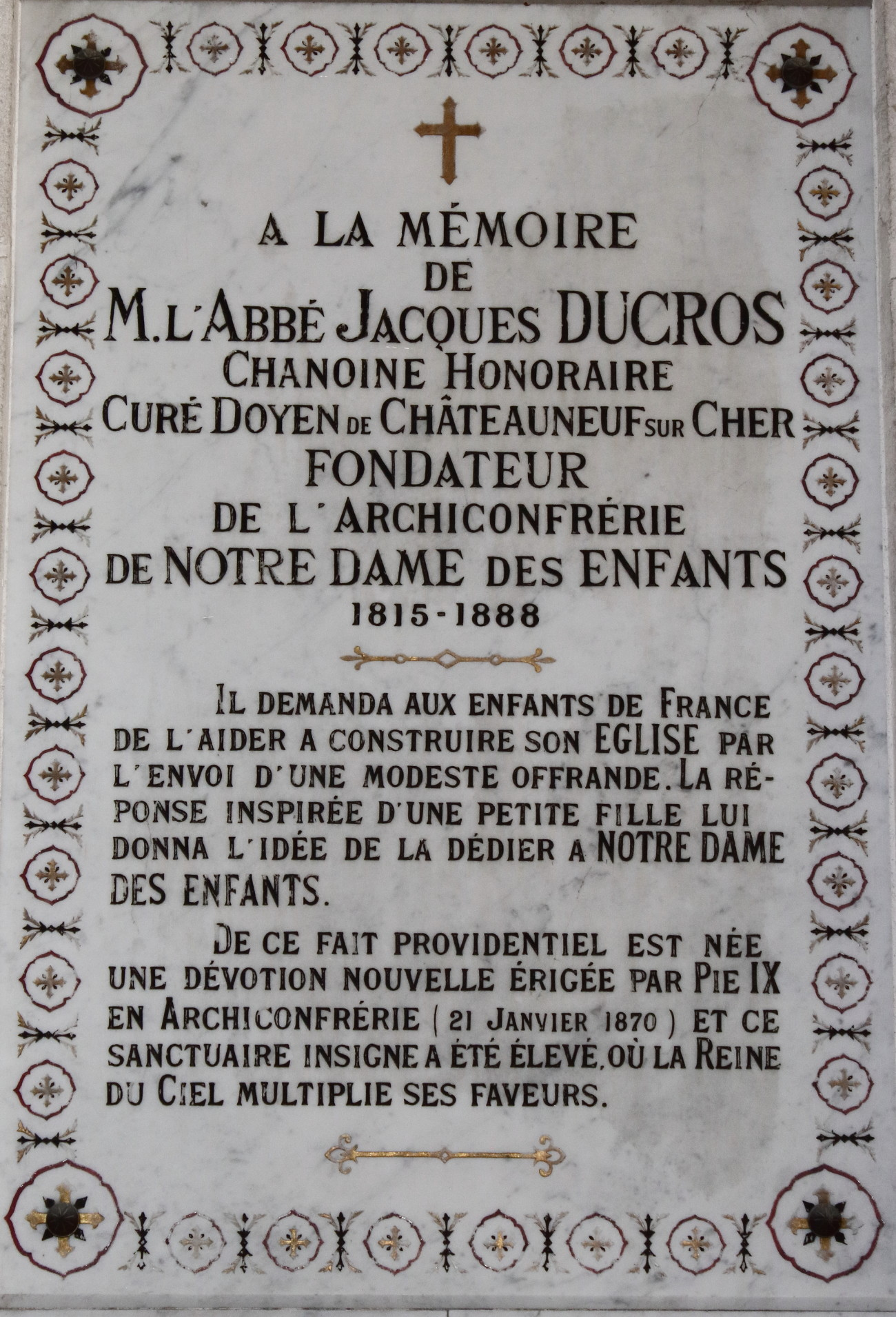
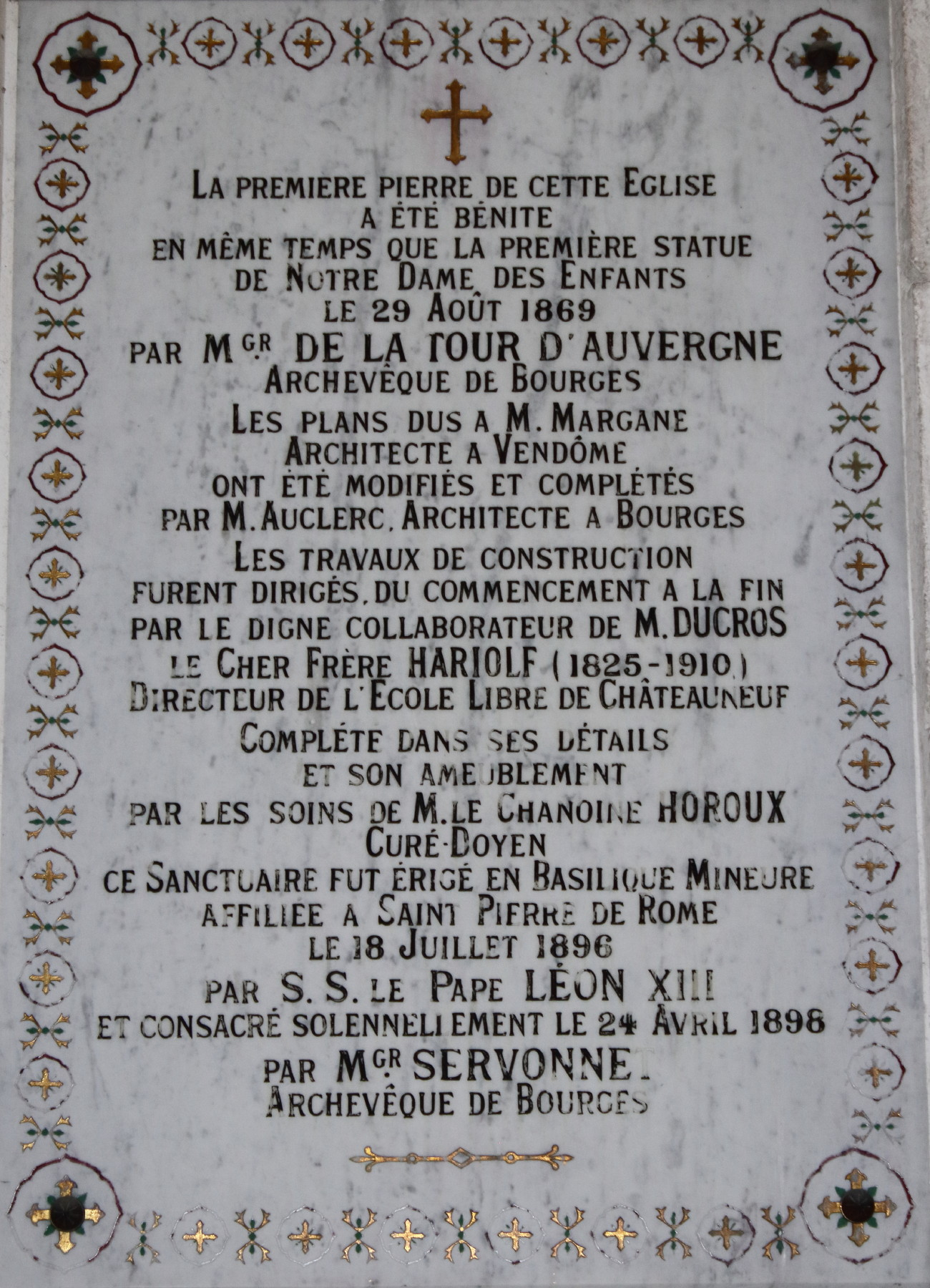
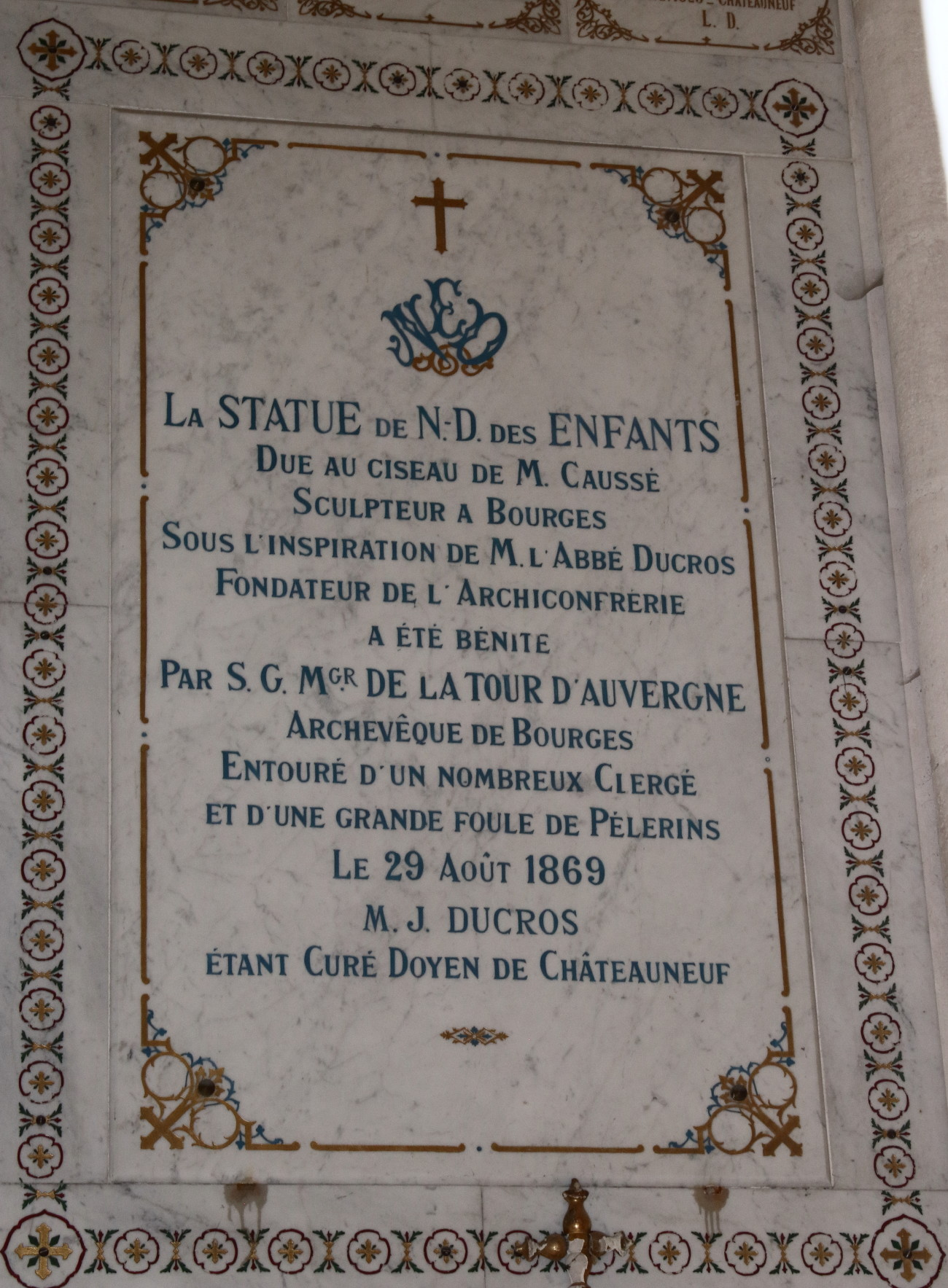
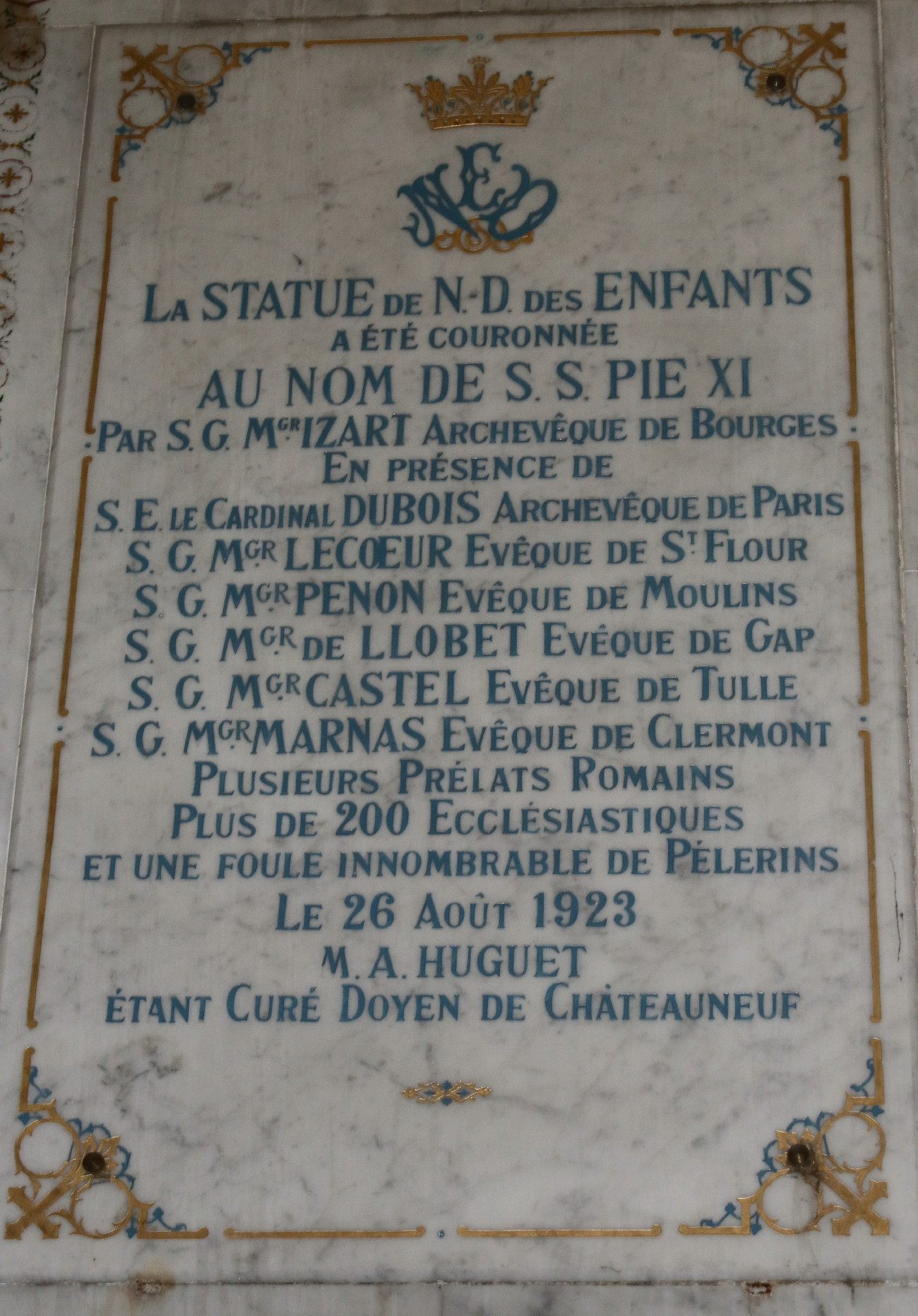

Duas mil ofertas votivas cobrem as paredes dos corredores e das capelas.

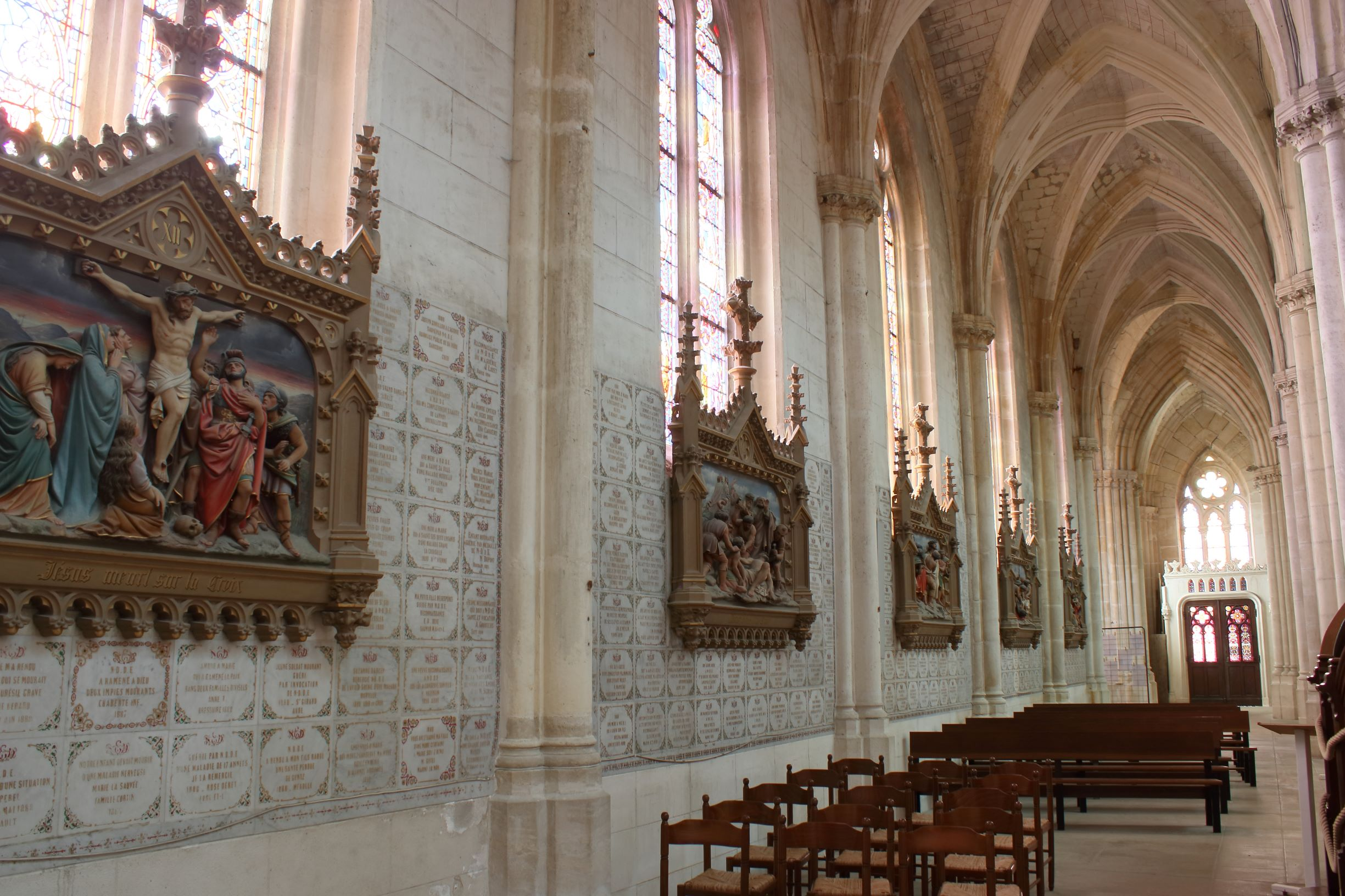
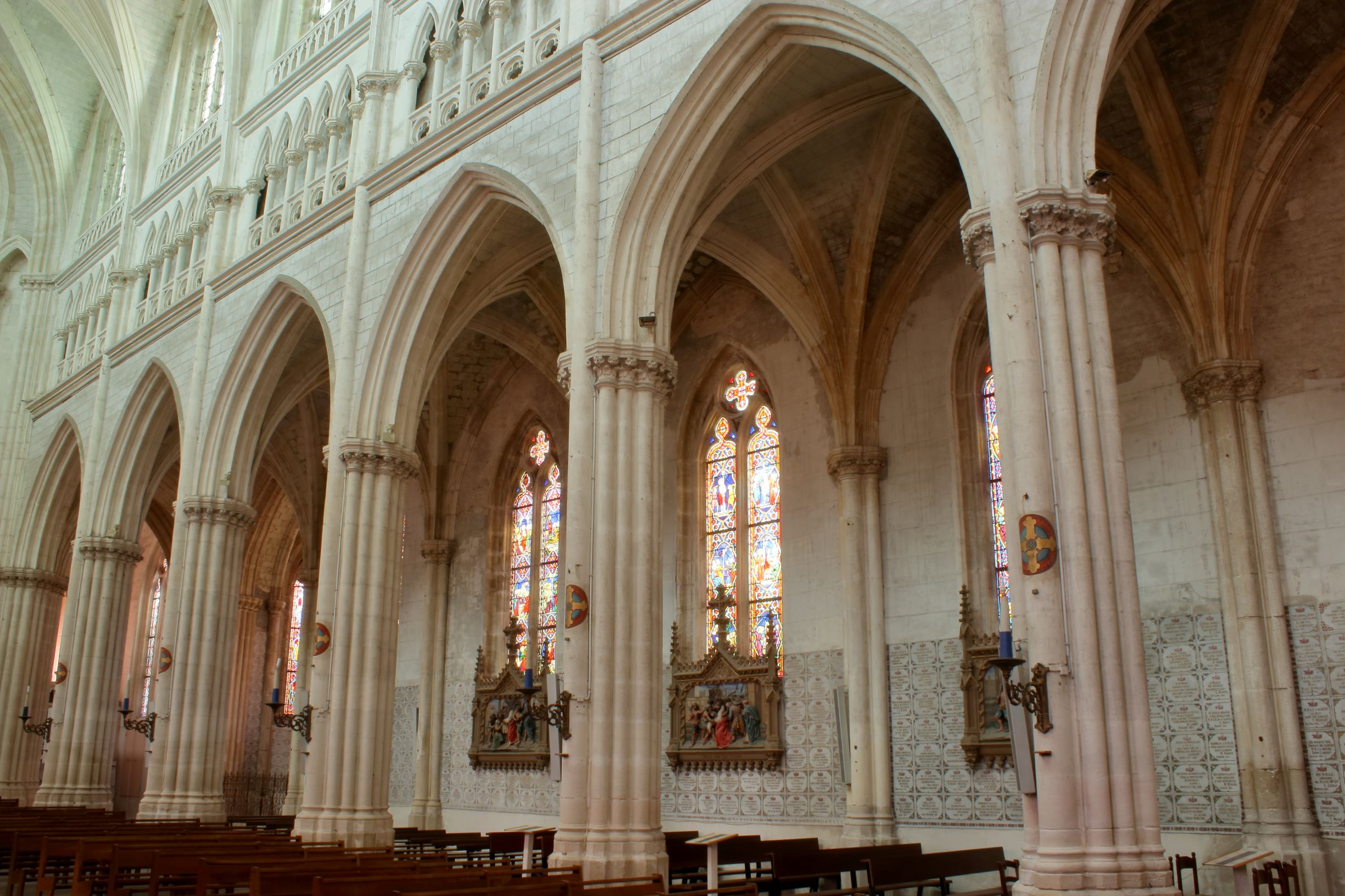
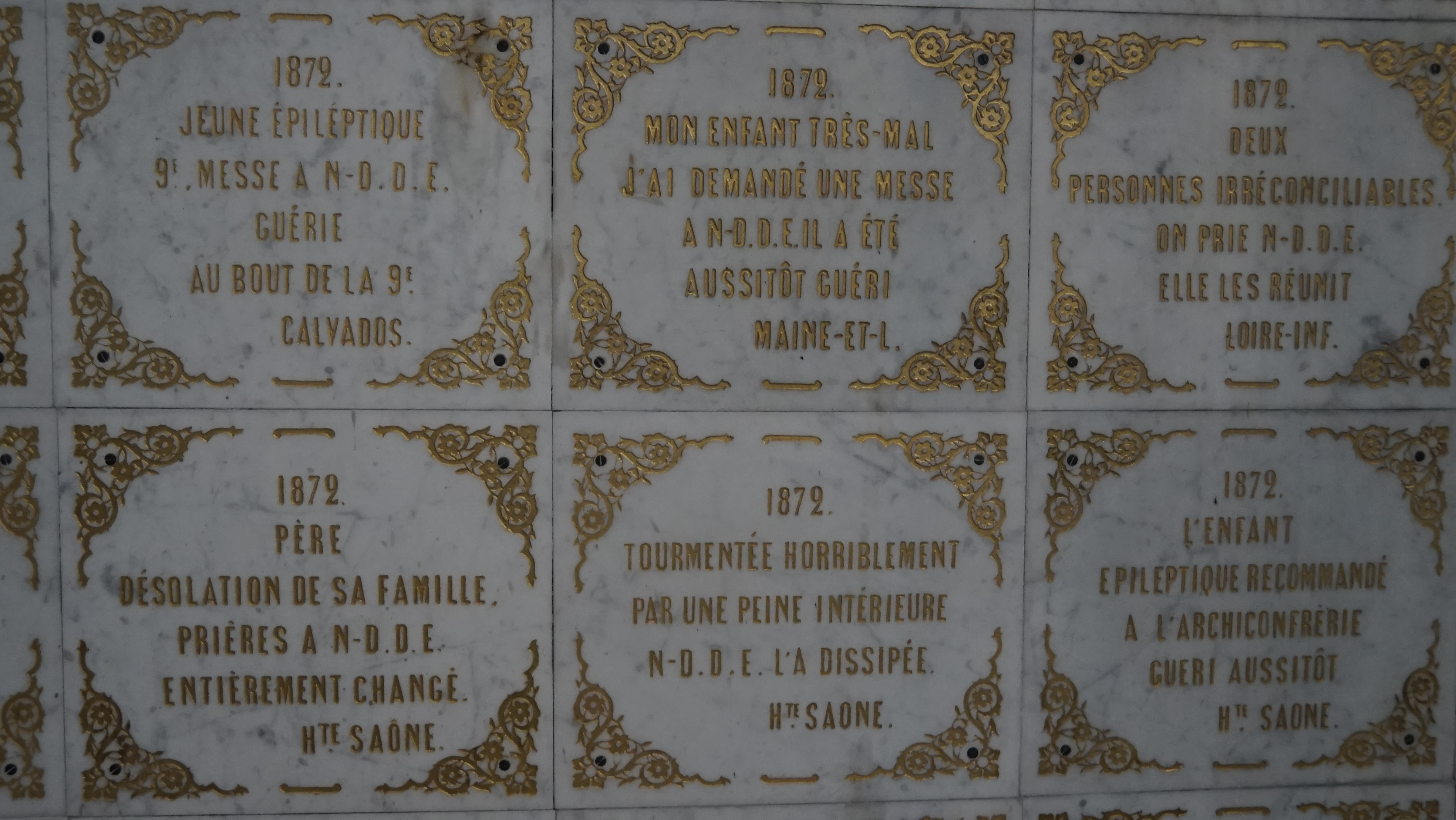

## Peregrinação a Nossa Senhora das Crianças
A basílica está aberta ao culto católico desde 1879. A principal peregrinação anual ocorre no mês de maio.

## Acessibilidade
Para pessoas com mobilidade reduzida, o estacionamento está disponível perto da abside. O percurso tem planos inclinados para acesso de rodas ao armazém.

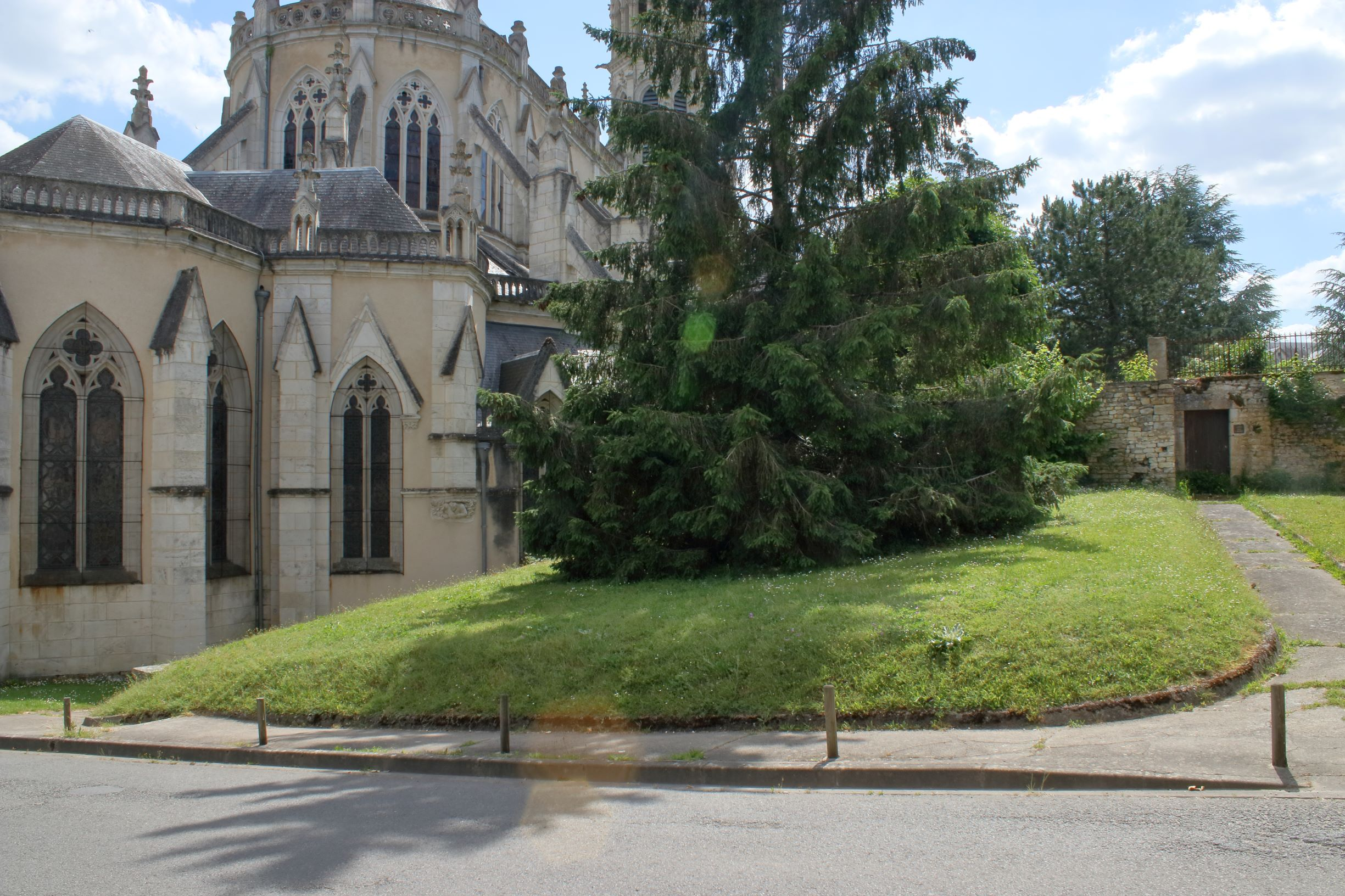
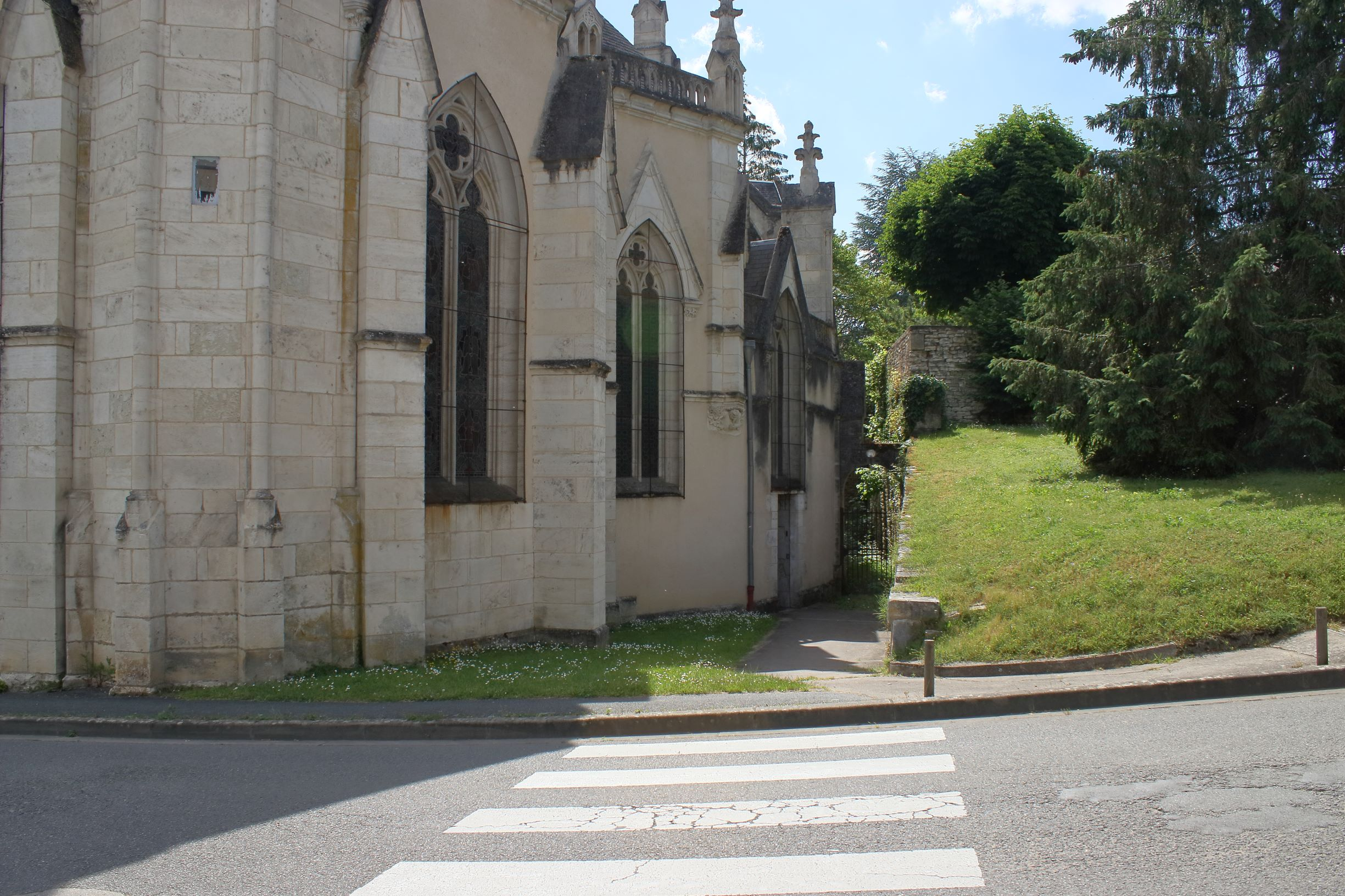
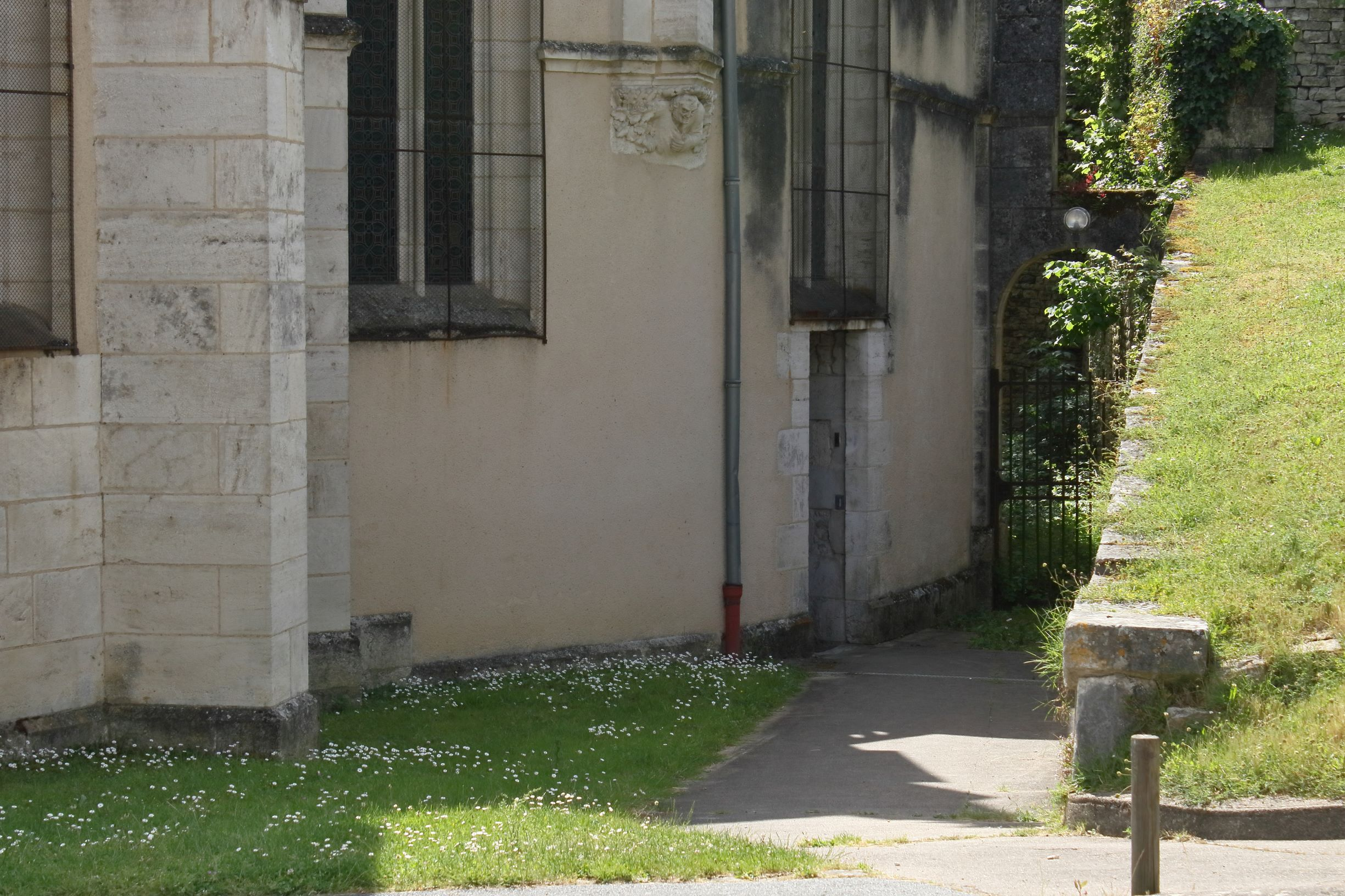